# Fianchetto
|   | a | b | c | d | e | f | g | h |   |
| 8 | a8 – Czarna wieża · b8 – Czarny skoczek · c8 – Czarny goniec · d8 – Czarny hetman · e8 – Czarny król · f8 – Czarny goniec · h8 – Czarna wieża · a7 – Czarny pionek · b7 – Czarny pionek · c7 – Czarny pionek · f7 – Czarny pionek · g7 – Czarny pionek · h7 – Czarny pionek · e6 – Czarny pionek · f6 – Czarny skoczek · d5 – Czarny pionek · c4 – Biały pionek · d4 – Biały pionek · g3 – Biały pionek · a2 – Biały pionek · b2 – Biały pionek · e2 – Biały pionek · f2 – Biały pionek · g2 – Biały goniec · h2 – Biały pionek · a1 – Biała wieża · b1 – Biały skoczek · c1 – Biały goniec · d1 – Biały hetman · e1 – Biały król · g1 – Biały skoczek · h1 – Biała wieża | a8 – Czarna wieża · b8 – Czarny skoczek · c8 – Czarny goniec · d8 – Czarny hetman · e8 – Czarny król · f8 – Czarny goniec · h8 – Czarna wieża · a7 – Czarny pionek · b7 – Czarny pionek · c7 – Czarny pionek · f7 – Czarny pionek · g7 – Czarny pionek · h7 – Czarny pionek · e6 – Czarny pionek · f6 – Czarny skoczek · d5 – Czarny pionek · c4 – Biały pionek · d4 – Biały pionek · g3 – Biały pionek · a2 – Biały pionek · b2 – Biały pionek · e2 – Biały pionek · f2 – Biały pionek · g2 – Biały goniec · h2 – Biały pionek · a1 – Biała wieża · b1 – Biały skoczek · c1 – Biały goniec · d1 – Biały hetman · e1 – Biały król · g1 – Biały skoczek · h1 – Biała wieża | a8 – Czarna wieża · b8 – Czarny skoczek · c8 – Czarny goniec · d8 – Czarny hetman · e8 – Czarny król · f8 – Czarny goniec · h8 – Czarna wieża · a7 – Czarny pionek · b7 – Czarny pionek · c7 – Czarny pionek · f7 – Czarny pionek · g7 – Czarny pionek · h7 – Czarny pionek · e6 – Czarny pionek · f6 – Czarny skoczek · d5 – Czarny pionek · c4 – Biały pionek · d4 – Biały pionek · g3 – Biały pionek · a2 – Biały pionek · b2 – Biały pionek · e2 – Biały pionek · f2 – Biały pionek · g2 – Biały goniec · h2 – Biały pionek · a1 – Biała wieża · b1 – Biały skoczek · c1 – Biały goniec · d1 – Biały hetman · e1 – Biały król · g1 – Biały skoczek · h1 – Biała wieża | a8 – Czarna wieża · b8 – Czarny skoczek · c8 – Czarny goniec · d8 – Czarny hetman · e8 – Czarny król · f8 – Czarny goniec · h8 – Czarna wieża · a7 – Czarny pionek · b7 – Czarny pionek · c7 – Czarny pionek · f7 – Czarny pionek · g7 – Czarny pionek · h7 – Czarny pionek · e6 – Czarny pionek · f6 – Czarny skoczek · d5 – Czarny pionek · c4 – Biały pionek · d4 – Biały pionek · g3 – Biały pionek · a2 – Biały pionek · b2 – Biały pionek · e2 – Biały pionek · f2 – Biały pionek · g2 – Biały goniec · h2 – Biały pionek · a1 – Biała wieża · b1 – Biały skoczek · c1 – Biały goniec · d1 – Biały hetman · e1 – Biały król · g1 – Biały skoczek · h1 – Biała wieża | a8 – Czarna wieża · b8 – Czarny skoczek · c8 – Czarny goniec · d8 – Czarny hetman · e8 – Czarny król · f8 – Czarny goniec · h8 – Czarna wieża · a7 – Czarny pionek · b7 – Czarny pionek · c7 – Czarny pionek · f7 – Czarny pionek · g7 – Czarny pionek · h7 – Czarny pionek · e6 – Czarny pionek · f6 – Czarny skoczek · d5 – Czarny pionek · c4 – Biały pionek · d4 – Biały pionek · g3 – Biały pionek · a2 – Biały pionek · b2 – Biały pionek · e2 – Biały pionek · f2 – Biały pionek · g2 – Biały goniec · h2 – Biały pionek · a1 – Biała wieża · b1 – Biały skoczek · c1 – Biały goniec · d1 – Biały hetman · e1 – Biały król · g1 – Biały skoczek · h1 – Biała wieża | a8 – Czarna wieża · b8 – Czarny skoczek · c8 – Czarny goniec · d8 – Czarny hetman · e8 – Czarny król · f8 – Czarny goniec · h8 – Czarna wieża · a7 – Czarny pionek · b7 – Czarny pionek · c7 – Czarny pionek · f7 – Czarny pionek · g7 – Czarny pionek · h7 – Czarny pionek · e6 – Czarny pionek · f6 – Czarny skoczek · d5 – Czarny pionek · c4 – Biały pionek · d4 – Biały pionek · g3 – Biały pionek · a2 – Biały pionek · b2 – Biały pionek · e2 – Biały pionek · f2 – Biały pionek · g2 – Biały goniec · h2 – Biały pionek · a1 – Biała wieża · b1 – Biały skoczek · c1 – Biały goniec · d1 – Biały hetman · e1 – Biały król · g1 – Biały skoczek · h1 – Biała wieża | a8 – Czarna wieża · b8 – Czarny skoczek · c8 – Czarny goniec · d8 – Czarny hetman · e8 – Czarny król · f8 – Czarny goniec · h8 – Czarna wieża · a7 – Czarny pionek · b7 – Czarny pionek · c7 – Czarny pionek · f7 – Czarny pionek · g7 – Czarny pionek · h7 – Czarny pionek · e6 – Czarny pionek · f6 – Czarny skoczek · d5 – Czarny pionek · c4 – Biały pionek · d4 – Biały pionek · g3 – Biały pionek · a2 – Biały pionek · b2 – Biały pionek · e2 – Biały pionek · f2 – Biały pionek · g2 – Biały goniec · h2 – Biały pionek · a1 – Biała wieża · b1 – Biały skoczek · c1 – Biały goniec · d1 – Biały hetman · e1 – Biały król · g1 – Biały skoczek · h1 – Biała wieża | a8 – Czarna wieża · b8 – Czarny skoczek · c8 – Czarny goniec · d8 – Czarny hetman · e8 – Czarny król · f8 – Czarny goniec · h8 – Czarna wieża · a7 – Czarny pionek · b7 – Czarny pionek · c7 – Czarny pionek · f7 – Czarny pionek · g7 – Czarny pionek · h7 – Czarny pionek · e6 – Czarny pionek · f6 – Czarny skoczek · d5 – Czarny pionek · c4 – Biały pionek · d4 – Biały pionek · g3 – Biały pionek · a2 – Biały pionek · b2 – Biały pionek · e2 – Biały pionek · f2 – Biały pionek · g2 – Biały goniec · h2 – Biały pionek · a1 – Biała wieża · b1 – Biały skoczek · c1 – Biały goniec · d1 – Biały hetman · e1 – Biały król · g1 – Biały skoczek · h1 – Biała wieża | 8 |
| 7 | a8 – Czarna wieża · b8 – Czarny skoczek · c8 – Czarny goniec · d8 – Czarny hetman · e8 – Czarny król · f8 – Czarny goniec · h8 – Czarna wieża · a7 – Czarny pionek · b7 – Czarny pionek · c7 – Czarny pionek · f7 – Czarny pionek · g7 – Czarny pionek · h7 – Czarny pionek · e6 – Czarny pionek · f6 – Czarny skoczek · d5 – Czarny pionek · c4 – Biały pionek · d4 – Biały pionek · g3 – Biały pionek · a2 – Biały pionek · b2 – Biały pionek · e2 – Biały pionek · f2 – Biały pionek · g2 – Biały goniec · h2 – Biały pionek · a1 – Biała wieża · b1 – Biały skoczek · c1 – Biały goniec · d1 – Biały hetman · e1 – Biały król · g1 – Biały skoczek · h1 – Biała wieża | a8 – Czarna wieża · b8 – Czarny skoczek · c8 – Czarny goniec · d8 – Czarny hetman · e8 – Czarny król · f8 – Czarny goniec · h8 – Czarna wieża · a7 – Czarny pionek · b7 – Czarny pionek · c7 – Czarny pionek · f7 – Czarny pionek · g7 – Czarny pionek · h7 – Czarny pionek · e6 – Czarny pionek · f6 – Czarny skoczek · d5 – Czarny pionek · c4 – Biały pionek · d4 – Biały pionek · g3 – Biały pionek · a2 – Biały pionek · b2 – Biały pionek · e2 – Biały pionek · f2 – Biały pionek · g2 – Biały goniec · h2 – Biały pionek · a1 – Biała wieża · b1 – Biały skoczek · c1 – Biały goniec · d1 – Biały hetman · e1 – Biały król · g1 – Biały skoczek · h1 – Biała wieża | a8 – Czarna wieża · b8 – Czarny skoczek · c8 – Czarny goniec · d8 – Czarny hetman · e8 – Czarny król · f8 – Czarny goniec · h8 – Czarna wieża · a7 – Czarny pionek · b7 – Czarny pionek · c7 – Czarny pionek · f7 – Czarny pionek · g7 – Czarny pionek · h7 – Czarny pionek · e6 – Czarny pionek · f6 – Czarny skoczek · d5 – Czarny pionek · c4 – Biały pionek · d4 – Biały pionek · g3 – Biały pionek · a2 – Biały pionek · b2 – Biały pionek · e2 – Biały pionek · f2 – Biały pionek · g2 – Biały goniec · h2 – Biały pionek · a1 – Biała wieża · b1 – Biały skoczek · c1 – Biały goniec · d1 – Biały hetman · e1 – Biały król · g1 – Biały skoczek · h1 – Biała wieża | a8 – Czarna wieża · b8 – Czarny skoczek · c8 – Czarny goniec · d8 – Czarny hetman · e8 – Czarny król · f8 – Czarny goniec · h8 – Czarna wieża · a7 – Czarny pionek · b7 – Czarny pionek · c7 – Czarny pionek · f7 – Czarny pionek · g7 – Czarny pionek · h7 – Czarny pionek · e6 – Czarny pionek · f6 – Czarny skoczek · d5 – Czarny pionek · c4 – Biały pionek · d4 – Biały pionek · g3 – Biały pionek · a2 – Biały pionek · b2 – Biały pionek · e2 – Biały pionek · f2 – Biały pionek · g2 – Biały goniec · h2 – Biały pionek · a1 – Biała wieża · b1 – Biały skoczek · c1 – Biały goniec · d1 – Biały hetman · e1 – Biały król · g1 – Biały skoczek · h1 – Biała wieża | a8 – Czarna wieża · b8 – Czarny skoczek · c8 – Czarny goniec · d8 – Czarny hetman · e8 – Czarny król · f8 – Czarny goniec · h8 – Czarna wieża · a7 – Czarny pionek · b7 – Czarny pionek · c7 – Czarny pionek · f7 – Czarny pionek · g7 – Czarny pionek · h7 – Czarny pionek · e6 – Czarny pionek · f6 – Czarny skoczek · d5 – Czarny pionek · c4 – Biały pionek · d4 – Biały pionek · g3 – Biały pionek · a2 – Biały pionek · b2 – Biały pionek · e2 – Biały pionek · f2 – Biały pionek · g2 – Biały goniec · h2 – Biały pionek · a1 – Biała wieża · b1 – Biały skoczek · c1 – Biały goniec · d1 – Biały hetman · e1 – Biały król · g1 – Biały skoczek · h1 – Biała wieża | a8 – Czarna wieża · b8 – Czarny skoczek · c8 – Czarny goniec · d8 – Czarny hetman · e8 – Czarny król · f8 – Czarny goniec · h8 – Czarna wieża · a7 – Czarny pionek · b7 – Czarny pionek · c7 – Czarny pionek · f7 – Czarny pionek · g7 – Czarny pionek · h7 – Czarny pionek · e6 – Czarny pionek · f6 – Czarny skoczek · d5 – Czarny pionek · c4 – Biały pionek · d4 – Biały pionek · g3 – Biały pionek · a2 – Biały pionek · b2 – Biały pionek · e2 – Biały pionek · f2 – Biały pionek · g2 – Biały goniec · h2 – Biały pionek · a1 – Biała wieża · b1 – Biały skoczek · c1 – Biały goniec · d1 – Biały hetman · e1 – Biały król · g1 – Biały skoczek · h1 – Biała wieża | a8 – Czarna wieża · b8 – Czarny skoczek · c8 – Czarny goniec · d8 – Czarny hetman · e8 – Czarny król · f8 – Czarny goniec · h8 – Czarna wieża · a7 – Czarny pionek · b7 – Czarny pionek · c7 – Czarny pionek · f7 – Czarny pionek · g7 – Czarny pionek · h7 – Czarny pionek · e6 – Czarny pionek · f6 – Czarny skoczek · d5 – Czarny pionek · c4 – Biały pionek · d4 – Biały pionek · g3 – Biały pionek · a2 – Biały pionek · b2 – Biały pionek · e2 – Biały pionek · f2 – Biały pionek · g2 – Biały goniec · h2 – Biały pionek · a1 – Biała wieża · b1 – Biały skoczek · c1 – Biały goniec · d1 – Biały hetman · e1 – Biały król · g1 – Biały skoczek · h1 – Biała wieża | a8 – Czarna wieża · b8 – Czarny skoczek · c8 – Czarny goniec · d8 – Czarny hetman · e8 – Czarny król · f8 – Czarny goniec · h8 – Czarna wieża · a7 – Czarny pionek · b7 – Czarny pionek · c7 – Czarny pionek · f7 – Czarny pionek · g7 – Czarny pionek · h7 – Czarny pionek · e6 – Czarny pionek · f6 – Czarny skoczek · d5 – Czarny pionek · c4 – Biały pionek · d4 – Biały pionek · g3 – Biały pionek · a2 – Biały pionek · b2 – Biały pionek · e2 – Biały pionek · f2 – Biały pionek · g2 – Biały goniec · h2 – Biały pionek · a1 – Biała wieża · b1 – Biały skoczek · c1 – Biały goniec · d1 – Biały hetman · e1 – Biały król · g1 – Biały skoczek · h1 – Biała wieża | 7 |
| 6 | a8 – Czarna wieża · b8 – Czarny skoczek · c8 – Czarny goniec · d8 – Czarny hetman · e8 – Czarny król · f8 – Czarny goniec · h8 – Czarna wieża · a7 – Czarny pionek · b7 – Czarny pionek · c7 – Czarny pionek · f7 – Czarny pionek · g7 – Czarny pionek · h7 – Czarny pionek · e6 – Czarny pionek · f6 – Czarny skoczek · d5 – Czarny pionek · c4 – Biały pionek · d4 – Biały pionek · g3 – Biały pionek · a2 – Biały pionek · b2 – Biały pionek · e2 – Biały pionek · f2 – Biały pionek · g2 – Biały goniec · h2 – Biały pionek · a1 – Biała wieża · b1 – Biały skoczek · c1 – Biały goniec · d1 – Biały hetman · e1 – Biały król · g1 – Biały skoczek · h1 – Biała wieża | a8 – Czarna wieża · b8 – Czarny skoczek · c8 – Czarny goniec · d8 – Czarny hetman · e8 – Czarny król · f8 – Czarny goniec · h8 – Czarna wieża · a7 – Czarny pionek · b7 – Czarny pionek · c7 – Czarny pionek · f7 – Czarny pionek · g7 – Czarny pionek · h7 – Czarny pionek · e6 – Czarny pionek · f6 – Czarny skoczek · d5 – Czarny pionek · c4 – Biały pionek · d4 – Biały pionek · g3 – Biały pionek · a2 – Biały pionek · b2 – Biały pionek · e2 – Biały pionek · f2 – Biały pionek · g2 – Biały goniec · h2 – Biały pionek · a1 – Biała wieża · b1 – Biały skoczek · c1 – Biały goniec · d1 – Biały hetman · e1 – Biały król · g1 – Biały skoczek · h1 – Biała wieża | a8 – Czarna wieża · b8 – Czarny skoczek · c8 – Czarny goniec · d8 – Czarny hetman · e8 – Czarny król · f8 – Czarny goniec · h8 – Czarna wieża · a7 – Czarny pionek · b7 – Czarny pionek · c7 – Czarny pionek · f7 – Czarny pionek · g7 – Czarny pionek · h7 – Czarny pionek · e6 – Czarny pionek · f6 – Czarny skoczek · d5 – Czarny pionek · c4 – Biały pionek · d4 – Biały pionek · g3 – Biały pionek · a2 – Biały pionek · b2 – Biały pionek · e2 – Biały pionek · f2 – Biały pionek · g2 – Biały goniec · h2 – Biały pionek · a1 – Biała wieża · b1 – Biały skoczek · c1 – Biały goniec · d1 – Biały hetman · e1 – Biały król · g1 – Biały skoczek · h1 – Biała wieża | a8 – Czarna wieża · b8 – Czarny skoczek · c8 – Czarny goniec · d8 – Czarny hetman · e8 – Czarny król · f8 – Czarny goniec · h8 – Czarna wieża · a7 – Czarny pionek · b7 – Czarny pionek · c7 – Czarny pionek · f7 – Czarny pionek · g7 – Czarny pionek · h7 – Czarny pionek · e6 – Czarny pionek · f6 – Czarny skoczek · d5 – Czarny pionek · c4 – Biały pionek · d4 – Biały pionek · g3 – Biały pionek · a2 – Biały pionek · b2 – Biały pionek · e2 – Biały pionek · f2 – Biały pionek · g2 – Biały goniec · h2 – Biały pionek · a1 – Biała wieża · b1 – Biały skoczek · c1 – Biały goniec · d1 – Biały hetman · e1 – Biały król · g1 – Biały skoczek · h1 – Biała wieża | a8 – Czarna wieża · b8 – Czarny skoczek · c8 – Czarny goniec · d8 – Czarny hetman · e8 – Czarny król · f8 – Czarny goniec · h8 – Czarna wieża · a7 – Czarny pionek · b7 – Czarny pionek · c7 – Czarny pionek · f7 – Czarny pionek · g7 – Czarny pionek · h7 – Czarny pionek · e6 – Czarny pionek · f6 – Czarny skoczek · d5 – Czarny pionek · c4 – Biały pionek · d4 – Biały pionek · g3 – Biały pionek · a2 – Biały pionek · b2 – Biały pionek · e2 – Biały pionek · f2 – Biały pionek · g2 – Biały goniec · h2 – Biały pionek · a1 – Biała wieża · b1 – Biały skoczek · c1 – Biały goniec · d1 – Biały hetman · e1 – Biały król · g1 – Biały skoczek · h1 – Biała wieża | a8 – Czarna wieża · b8 – Czarny skoczek · c8 – Czarny goniec · d8 – Czarny hetman · e8 – Czarny król · f8 – Czarny goniec · h8 – Czarna wieża · a7 – Czarny pionek · b7 – Czarny pionek · c7 – Czarny pionek · f7 – Czarny pionek · g7 – Czarny pionek · h7 – Czarny pionek · e6 – Czarny pionek · f6 – Czarny skoczek · d5 – Czarny pionek · c4 – Biały pionek · d4 – Biały pionek · g3 – Biały pionek · a2 – Biały pionek · b2 – Biały pionek · e2 – Biały pionek · f2 – Biały pionek · g2 – Biały goniec · h2 – Biały pionek · a1 – Biała wieża · b1 – Biały skoczek · c1 – Biały goniec · d1 – Biały hetman · e1 – Biały król · g1 – Biały skoczek · h1 – Biała wieża | a8 – Czarna wieża · b8 – Czarny skoczek · c8 – Czarny goniec · d8 – Czarny hetman · e8 – Czarny król · f8 – Czarny goniec · h8 – Czarna wieża · a7 – Czarny pionek · b7 – Czarny pionek · c7 – Czarny pionek · f7 – Czarny pionek · g7 – Czarny pionek · h7 – Czarny pionek · e6 – Czarny pionek · f6 – Czarny skoczek · d5 – Czarny pionek · c4 – Biały pionek · d4 – Biały pionek · g3 – Biały pionek · a2 – Biały pionek · b2 – Biały pionek · e2 – Biały pionek · f2 – Biały pionek · g2 – Biały goniec · h2 – Biały pionek · a1 – Biała wieża · b1 – Biały skoczek · c1 – Biały goniec · d1 – Biały hetman · e1 – Biały król · g1 – Biały skoczek · h1 – Biała wieża | a8 – Czarna wieża · b8 – Czarny skoczek · c8 – Czarny goniec · d8 – Czarny hetman · e8 – Czarny król · f8 – Czarny goniec · h8 – Czarna wieża · a7 – Czarny pionek · b7 – Czarny pionek · c7 – Czarny pionek · f7 – Czarny pionek · g7 – Czarny pionek · h7 – Czarny pionek · e6 – Czarny pionek · f6 – Czarny skoczek · d5 – Czarny pionek · c4 – Biały pionek · d4 – Biały pionek · g3 – Biały pionek · a2 – Biały pionek · b2 – Biały pionek · e2 – Biały pionek · f2 – Biały pionek · g2 – Biały goniec · h2 – Biały pionek · a1 – Biała wieża · b1 – Biały skoczek · c1 – Biały goniec · d1 – Biały hetman · e1 – Biały król · g1 – Biały skoczek · h1 – Biała wieża | 6 |
| 5 | a8 – Czarna wieża · b8 – Czarny skoczek · c8 – Czarny goniec · d8 – Czarny hetman · e8 – Czarny król · f8 – Czarny goniec · h8 – Czarna wieża · a7 – Czarny pionek · b7 – Czarny pionek · c7 – Czarny pionek · f7 – Czarny pionek · g7 – Czarny pionek · h7 – Czarny pionek · e6 – Czarny pionek · f6 – Czarny skoczek · d5 – Czarny pionek · c4 – Biały pionek · d4 – Biały pionek · g3 – Biały pionek · a2 – Biały pionek · b2 – Biały pionek · e2 – Biały pionek · f2 – Biały pionek · g2 – Biały goniec · h2 – Biały pionek · a1 – Biała wieża · b1 – Biały skoczek · c1 – Biały goniec · d1 – Biały hetman · e1 – Biały król · g1 – Biały skoczek · h1 – Biała wieża | a8 – Czarna wieża · b8 – Czarny skoczek · c8 – Czarny goniec · d8 – Czarny hetman · e8 – Czarny król · f8 – Czarny goniec · h8 – Czarna wieża · a7 – Czarny pionek · b7 – Czarny pionek · c7 – Czarny pionek · f7 – Czarny pionek · g7 – Czarny pionek · h7 – Czarny pionek · e6 – Czarny pionek · f6 – Czarny skoczek · d5 – Czarny pionek · c4 – Biały pionek · d4 – Biały pionek · g3 – Biały pionek · a2 – Biały pionek · b2 – Biały pionek · e2 – Biały pionek · f2 – Biały pionek · g2 – Biały goniec · h2 – Biały pionek · a1 – Biała wieża · b1 – Biały skoczek · c1 – Biały goniec · d1 – Biały hetman · e1 – Biały król · g1 – Biały skoczek · h1 – Biała wieża | a8 – Czarna wieża · b8 – Czarny skoczek · c8 – Czarny goniec · d8 – Czarny hetman · e8 – Czarny król · f8 – Czarny goniec · h8 – Czarna wieża · a7 – Czarny pionek · b7 – Czarny pionek · c7 – Czarny pionek · f7 – Czarny pionek · g7 – Czarny pionek · h7 – Czarny pionek · e6 – Czarny pionek · f6 – Czarny skoczek · d5 – Czarny pionek · c4 – Biały pionek · d4 – Biały pionek · g3 – Biały pionek · a2 – Biały pionek · b2 – Biały pionek · e2 – Biały pionek · f2 – Biały pionek · g2 – Biały goniec · h2 – Biały pionek · a1 – Biała wieża · b1 – Biały skoczek · c1 – Biały goniec · d1 – Biały hetman · e1 – Biały król · g1 – Biały skoczek · h1 – Biała wieża | a8 – Czarna wieża · b8 – Czarny skoczek · c8 – Czarny goniec · d8 – Czarny hetman · e8 – Czarny król · f8 – Czarny goniec · h8 – Czarna wieża · a7 – Czarny pionek · b7 – Czarny pionek · c7 – Czarny pionek · f7 – Czarny pionek · g7 – Czarny pionek · h7 – Czarny pionek · e6 – Czarny pionek · f6 – Czarny skoczek · d5 – Czarny pionek · c4 – Biały pionek · d4 – Biały pionek · g3 – Biały pionek · a2 – Biały pionek · b2 – Biały pionek · e2 – Biały pionek · f2 – Biały pionek · g2 – Biały goniec · h2 – Biały pionek · a1 – Biała wieża · b1 – Biały skoczek · c1 – Biały goniec · d1 – Biały hetman · e1 – Biały król · g1 – Biały skoczek · h1 – Biała wieża | a8 – Czarna wieża · b8 – Czarny skoczek · c8 – Czarny goniec · d8 – Czarny hetman · e8 – Czarny król · f8 – Czarny goniec · h8 – Czarna wieża · a7 – Czarny pionek · b7 – Czarny pionek · c7 – Czarny pionek · f7 – Czarny pionek · g7 – Czarny pionek · h7 – Czarny pionek · e6 – Czarny pionek · f6 – Czarny skoczek · d5 – Czarny pionek · c4 – Biały pionek · d4 – Biały pionek · g3 – Biały pionek · a2 – Biały pionek · b2 – Biały pionek · e2 – Biały pionek · f2 – Biały pionek · g2 – Biały goniec · h2 – Biały pionek · a1 – Biała wieża · b1 – Biały skoczek · c1 – Biały goniec · d1 – Biały hetman · e1 – Biały król · g1 – Biały skoczek · h1 – Biała wieża | a8 – Czarna wieża · b8 – Czarny skoczek · c8 – Czarny goniec · d8 – Czarny hetman · e8 – Czarny król · f8 – Czarny goniec · h8 – Czarna wieża · a7 – Czarny pionek · b7 – Czarny pionek · c7 – Czarny pionek · f7 – Czarny pionek · g7 – Czarny pionek · h7 – Czarny pionek · e6 – Czarny pionek · f6 – Czarny skoczek · d5 – Czarny pionek · c4 – Biały pionek · d4 – Biały pionek · g3 – Biały pionek · a2 – Biały pionek · b2 – Biały pionek · e2 – Biały pionek · f2 – Biały pionek · g2 – Biały goniec · h2 – Biały pionek · a1 – Biała wieża · b1 – Biały skoczek · c1 – Biały goniec · d1 – Biały hetman · e1 – Biały król · g1 – Biały skoczek · h1 – Biała wieża | a8 – Czarna wieża · b8 – Czarny skoczek · c8 – Czarny goniec · d8 – Czarny hetman · e8 – Czarny król · f8 – Czarny goniec · h8 – Czarna wieża · a7 – Czarny pionek · b7 – Czarny pionek · c7 – Czarny pionek · f7 – Czarny pionek · g7 – Czarny pionek · h7 – Czarny pionek · e6 – Czarny pionek · f6 – Czarny skoczek · d5 – Czarny pionek · c4 – Biały pionek · d4 – Biały pionek · g3 – Biały pionek · a2 – Biały pionek · b2 – Biały pionek · e2 – Biały pionek · f2 – Biały pionek · g2 – Biały goniec · h2 – Biały pionek · a1 – Biała wieża · b1 – Biały skoczek · c1 – Biały goniec · d1 – Biały hetman · e1 – Biały król · g1 – Biały skoczek · h1 – Biała wieża | a8 – Czarna wieża · b8 – Czarny skoczek · c8 – Czarny goniec · d8 – Czarny hetman · e8 – Czarny król · f8 – Czarny goniec · h8 – Czarna wieża · a7 – Czarny pionek · b7 – Czarny pionek · c7 – Czarny pionek · f7 – Czarny pionek · g7 – Czarny pionek · h7 – Czarny pionek · e6 – Czarny pionek · f6 – Czarny skoczek · d5 – Czarny pionek · c4 – Biały pionek · d4 – Biały pionek · g3 – Biały pionek · a2 – Biały pionek · b2 – Biały pionek · e2 – Biały pionek · f2 – Biały pionek · g2 – Biały goniec · h2 – Biały pionek · a1 – Biała wieża · b1 – Biały skoczek · c1 – Biały goniec · d1 – Biały hetman · e1 – Biały król · g1 – Biały skoczek · h1 – Biała wieża | 5 |
| 4 | a8 – Czarna wieża · b8 – Czarny skoczek · c8 – Czarny goniec · d8 – Czarny hetman · e8 – Czarny król · f8 – Czarny goniec · h8 – Czarna wieża · a7 – Czarny pionek · b7 – Czarny pionek · c7 – Czarny pionek · f7 – Czarny pionek · g7 – Czarny pionek · h7 – Czarny pionek · e6 – Czarny pionek · f6 – Czarny skoczek · d5 – Czarny pionek · c4 – Biały pionek · d4 – Biały pionek · g3 – Biały pionek · a2 – Biały pionek · b2 – Biały pionek · e2 – Biały pionek · f2 – Biały pionek · g2 – Biały goniec · h2 – Biały pionek · a1 – Biała wieża · b1 – Biały skoczek · c1 – Biały goniec · d1 – Biały hetman · e1 – Biały król · g1 – Biały skoczek · h1 – Biała wieża | a8 – Czarna wieża · b8 – Czarny skoczek · c8 – Czarny goniec · d8 – Czarny hetman · e8 – Czarny król · f8 – Czarny goniec · h8 – Czarna wieża · a7 – Czarny pionek · b7 – Czarny pionek · c7 – Czarny pionek · f7 – Czarny pionek · g7 – Czarny pionek · h7 – Czarny pionek · e6 – Czarny pionek · f6 – Czarny skoczek · d5 – Czarny pionek · c4 – Biały pionek · d4 – Biały pionek · g3 – Biały pionek · a2 – Biały pionek · b2 – Biały pionek · e2 – Biały pionek · f2 – Biały pionek · g2 – Biały goniec · h2 – Biały pionek · a1 – Biała wieża · b1 – Biały skoczek · c1 – Biały goniec · d1 – Biały hetman · e1 – Biały król · g1 – Biały skoczek · h1 – Biała wieża | a8 – Czarna wieża · b8 – Czarny skoczek · c8 – Czarny goniec · d8 – Czarny hetman · e8 – Czarny król · f8 – Czarny goniec · h8 – Czarna wieża · a7 – Czarny pionek · b7 – Czarny pionek · c7 – Czarny pionek · f7 – Czarny pionek · g7 – Czarny pionek · h7 – Czarny pionek · e6 – Czarny pionek · f6 – Czarny skoczek · d5 – Czarny pionek · c4 – Biały pionek · d4 – Biały pionek · g3 – Biały pionek · a2 – Biały pionek · b2 – Biały pionek · e2 – Biały pionek · f2 – Biały pionek · g2 – Biały goniec · h2 – Biały pionek · a1 – Biała wieża · b1 – Biały skoczek · c1 – Biały goniec · d1 – Biały hetman · e1 – Biały król · g1 – Biały skoczek · h1 – Biała wieża | a8 – Czarna wieża · b8 – Czarny skoczek · c8 – Czarny goniec · d8 – Czarny hetman · e8 – Czarny król · f8 – Czarny goniec · h8 – Czarna wieża · a7 – Czarny pionek · b7 – Czarny pionek · c7 – Czarny pionek · f7 – Czarny pionek · g7 – Czarny pionek · h7 – Czarny pionek · e6 – Czarny pionek · f6 – Czarny skoczek · d5 – Czarny pionek · c4 – Biały pionek · d4 – Biały pionek · g3 – Biały pionek · a2 – Biały pionek · b2 – Biały pionek · e2 – Biały pionek · f2 – Biały pionek · g2 – Biały goniec · h2 – Biały pionek · a1 – Biała wieża · b1 – Biały skoczek · c1 – Biały goniec · d1 – Biały hetman · e1 – Biały król · g1 – Biały skoczek · h1 – Biała wieża | a8 – Czarna wieża · b8 – Czarny skoczek · c8 – Czarny goniec · d8 – Czarny hetman · e8 – Czarny król · f8 – Czarny goniec · h8 – Czarna wieża · a7 – Czarny pionek · b7 – Czarny pionek · c7 – Czarny pionek · f7 – Czarny pionek · g7 – Czarny pionek · h7 – Czarny pionek · e6 – Czarny pionek · f6 – Czarny skoczek · d5 – Czarny pionek · c4 – Biały pionek · d4 – Biały pionek · g3 – Biały pionek · a2 – Biały pionek · b2 – Biały pionek · e2 – Biały pionek · f2 – Biały pionek · g2 – Biały goniec · h2 – Biały pionek · a1 – Biała wieża · b1 – Biały skoczek · c1 – Biały goniec · d1 – Biały hetman · e1 – Biały król · g1 – Biały skoczek · h1 – Biała wieża | a8 – Czarna wieża · b8 – Czarny skoczek · c8 – Czarny goniec · d8 – Czarny hetman · e8 – Czarny król · f8 – Czarny goniec · h8 – Czarna wieża · a7 – Czarny pionek · b7 – Czarny pionek · c7 – Czarny pionek · f7 – Czarny pionek · g7 – Czarny pionek · h7 – Czarny pionek · e6 – Czarny pionek · f6 – Czarny skoczek · d5 – Czarny pionek · c4 – Biały pionek · d4 – Biały pionek · g3 – Biały pionek · a2 – Biały pionek · b2 – Biały pionek · e2 – Biały pionek · f2 – Biały pionek · g2 – Biały goniec · h2 – Biały pionek · a1 – Biała wieża · b1 – Biały skoczek · c1 – Biały goniec · d1 – Biały hetman · e1 – Biały król · g1 – Biały skoczek · h1 – Biała wieża | a8 – Czarna wieża · b8 – Czarny skoczek · c8 – Czarny goniec · d8 – Czarny hetman · e8 – Czarny król · f8 – Czarny goniec · h8 – Czarna wieża · a7 – Czarny pionek · b7 – Czarny pionek · c7 – Czarny pionek · f7 – Czarny pionek · g7 – Czarny pionek · h7 – Czarny pionek · e6 – Czarny pionek · f6 – Czarny skoczek · d5 – Czarny pionek · c4 – Biały pionek · d4 – Biały pionek · g3 – Biały pionek · a2 – Biały pionek · b2 – Biały pionek · e2 – Biały pionek · f2 – Biały pionek · g2 – Biały goniec · h2 – Biały pionek · a1 – Biała wieża · b1 – Biały skoczek · c1 – Biały goniec · d1 – Biały hetman · e1 – Biały król · g1 – Biały skoczek · h1 – Biała wieża | a8 – Czarna wieża · b8 – Czarny skoczek · c8 – Czarny goniec · d8 – Czarny hetman · e8 – Czarny król · f8 – Czarny goniec · h8 – Czarna wieża · a7 – Czarny pionek · b7 – Czarny pionek · c7 – Czarny pionek · f7 – Czarny pionek · g7 – Czarny pionek · h7 – Czarny pionek · e6 – Czarny pionek · f6 – Czarny skoczek · d5 – Czarny pionek · c4 – Biały pionek · d4 – Biały pionek · g3 – Biały pionek · a2 – Biały pionek · b2 – Biały pionek · e2 – Biały pionek · f2 – Biały pionek · g2 – Biały goniec · h2 – Biały pionek · a1 – Biała wieża · b1 – Biały skoczek · c1 – Biały goniec · d1 – Biały hetman · e1 – Biały król · g1 – Biały skoczek · h1 – Biała wieża | 4 |
| 3 | a8 – Czarna wieża · b8 – Czarny skoczek · c8 – Czarny goniec · d8 – Czarny hetman · e8 – Czarny król · f8 – Czarny goniec · h8 – Czarna wieża · a7 – Czarny pionek · b7 – Czarny pionek · c7 – Czarny pionek · f7 – Czarny pionek · g7 – Czarny pionek · h7 – Czarny pionek · e6 – Czarny pionek · f6 – Czarny skoczek · d5 – Czarny pionek · c4 – Biały pionek · d4 – Biały pionek · g3 – Biały pionek · a2 – Biały pionek · b2 – Biały pionek · e2 – Biały pionek · f2 – Biały pionek · g2 – Biały goniec · h2 – Biały pionek · a1 – Biała wieża · b1 – Biały skoczek · c1 – Biały goniec · d1 – Biały hetman · e1 – Biały król · g1 – Biały skoczek · h1 – Biała wieża | a8 – Czarna wieża · b8 – Czarny skoczek · c8 – Czarny goniec · d8 – Czarny hetman · e8 – Czarny król · f8 – Czarny goniec · h8 – Czarna wieża · a7 – Czarny pionek · b7 – Czarny pionek · c7 – Czarny pionek · f7 – Czarny pionek · g7 – Czarny pionek · h7 – Czarny pionek · e6 – Czarny pionek · f6 – Czarny skoczek · d5 – Czarny pionek · c4 – Biały pionek · d4 – Biały pionek · g3 – Biały pionek · a2 – Biały pionek · b2 – Biały pionek · e2 – Biały pionek · f2 – Biały pionek · g2 – Biały goniec · h2 – Biały pionek · a1 – Biała wieża · b1 – Biały skoczek · c1 – Biały goniec · d1 – Biały hetman · e1 – Biały król · g1 – Biały skoczek · h1 – Biała wieża | a8 – Czarna wieża · b8 – Czarny skoczek · c8 – Czarny goniec · d8 – Czarny hetman · e8 – Czarny król · f8 – Czarny goniec · h8 – Czarna wieża · a7 – Czarny pionek · b7 – Czarny pionek · c7 – Czarny pionek · f7 – Czarny pionek · g7 – Czarny pionek · h7 – Czarny pionek · e6 – Czarny pionek · f6 – Czarny skoczek · d5 – Czarny pionek · c4 – Biały pionek · d4 – Biały pionek · g3 – Biały pionek · a2 – Biały pionek · b2 – Biały pionek · e2 – Biały pionek · f2 – Biały pionek · g2 – Biały goniec · h2 – Biały pionek · a1 – Biała wieża · b1 – Biały skoczek · c1 – Biały goniec · d1 – Biały hetman · e1 – Biały król · g1 – Biały skoczek · h1 – Biała wieża | a8 – Czarna wieża · b8 – Czarny skoczek · c8 – Czarny goniec · d8 – Czarny hetman · e8 – Czarny król · f8 – Czarny goniec · h8 – Czarna wieża · a7 – Czarny pionek · b7 – Czarny pionek · c7 – Czarny pionek · f7 – Czarny pionek · g7 – Czarny pionek · h7 – Czarny pionek · e6 – Czarny pionek · f6 – Czarny skoczek · d5 – Czarny pionek · c4 – Biały pionek · d4 – Biały pionek · g3 – Biały pionek · a2 – Biały pionek · b2 – Biały pionek · e2 – Biały pionek · f2 – Biały pionek · g2 – Biały goniec · h2 – Biały pionek · a1 – Biała wieża · b1 – Biały skoczek · c1 – Biały goniec · d1 – Biały hetman · e1 – Biały król · g1 – Biały skoczek · h1 – Biała wieża | a8 – Czarna wieża · b8 – Czarny skoczek · c8 – Czarny goniec · d8 – Czarny hetman · e8 – Czarny król · f8 – Czarny goniec · h8 – Czarna wieża · a7 – Czarny pionek · b7 – Czarny pionek · c7 – Czarny pionek · f7 – Czarny pionek · g7 – Czarny pionek · h7 – Czarny pionek · e6 – Czarny pionek · f6 – Czarny skoczek · d5 – Czarny pionek · c4 – Biały pionek · d4 – Biały pionek · g3 – Biały pionek · a2 – Biały pionek · b2 – Biały pionek · e2 – Biały pionek · f2 – Biały pionek · g2 – Biały goniec · h2 – Biały pionek · a1 – Biała wieża · b1 – Biały skoczek · c1 – Biały goniec · d1 – Biały hetman · e1 – Biały król · g1 – Biały skoczek · h1 – Biała wieża | a8 – Czarna wieża · b8 – Czarny skoczek · c8 – Czarny goniec · d8 – Czarny hetman · e8 – Czarny król · f8 – Czarny goniec · h8 – Czarna wieża · a7 – Czarny pionek · b7 – Czarny pionek · c7 – Czarny pionek · f7 – Czarny pionek · g7 – Czarny pionek · h7 – Czarny pionek · e6 – Czarny pionek · f6 – Czarny skoczek · d5 – Czarny pionek · c4 – Biały pionek · d4 – Biały pionek · g3 – Biały pionek · a2 – Biały pionek · b2 – Biały pionek · e2 – Biały pionek · f2 – Biały pionek · g2 – Biały goniec · h2 – Biały pionek · a1 – Biała wieża · b1 – Biały skoczek · c1 – Biały goniec · d1 – Biały hetman · e1 – Biały król · g1 – Biały skoczek · h1 – Biała wieża | a8 – Czarna wieża · b8 – Czarny skoczek · c8 – Czarny goniec · d8 – Czarny hetman · e8 – Czarny król · f8 – Czarny goniec · h8 – Czarna wieża · a7 – Czarny pionek · b7 – Czarny pionek · c7 – Czarny pionek · f7 – Czarny pionek · g7 – Czarny pionek · h7 – Czarny pionek · e6 – Czarny pionek · f6 – Czarny skoczek · d5 – Czarny pionek · c4 – Biały pionek · d4 – Biały pionek · g3 – Biały pionek · a2 – Biały pionek · b2 – Biały pionek · e2 – Biały pionek · f2 – Biały pionek · g2 – Biały goniec · h2 – Biały pionek · a1 – Biała wieża · b1 – Biały skoczek · c1 – Biały goniec · d1 – Biały hetman · e1 – Biały król · g1 – Biały skoczek · h1 – Biała wieża | a8 – Czarna wieża · b8 – Czarny skoczek · c8 – Czarny goniec · d8 – Czarny hetman · e8 – Czarny król · f8 – Czarny goniec · h8 – Czarna wieża · a7 – Czarny pionek · b7 – Czarny pionek · c7 – Czarny pionek · f7 – Czarny pionek · g7 – Czarny pionek · h7 – Czarny pionek · e6 – Czarny pionek · f6 – Czarny skoczek · d5 – Czarny pionek · c4 – Biały pionek · d4 – Biały pionek · g3 – Biały pionek · a2 – Biały pionek · b2 – Biały pionek · e2 – Biały pionek · f2 – Biały pionek · g2 – Biały goniec · h2 – Biały pionek · a1 – Biała wieża · b1 – Biały skoczek · c1 – Biały goniec · d1 – Biały hetman · e1 – Biały król · g1 – Biały skoczek · h1 – Biała wieża | 3 |
| 2 | a8 – Czarna wieża · b8 – Czarny skoczek · c8 – Czarny goniec · d8 – Czarny hetman · e8 – Czarny król · f8 – Czarny goniec · h8 – Czarna wieża · a7 – Czarny pionek · b7 – Czarny pionek · c7 – Czarny pionek · f7 – Czarny pionek · g7 – Czarny pionek · h7 – Czarny pionek · e6 – Czarny pionek · f6 – Czarny skoczek · d5 – Czarny pionek · c4 – Biały pionek · d4 – Biały pionek · g3 – Biały pionek · a2 – Biały pionek · b2 – Biały pionek · e2 – Biały pionek · f2 – Biały pionek · g2 – Biały goniec · h2 – Biały pionek · a1 – Biała wieża · b1 – Biały skoczek · c1 – Biały goniec · d1 – Biały hetman · e1 – Biały król · g1 – Biały skoczek · h1 – Biała wieża | a8 – Czarna wieża · b8 – Czarny skoczek · c8 – Czarny goniec · d8 – Czarny hetman · e8 – Czarny król · f8 – Czarny goniec · h8 – Czarna wieża · a7 – Czarny pionek · b7 – Czarny pionek · c7 – Czarny pionek · f7 – Czarny pionek · g7 – Czarny pionek · h7 – Czarny pionek · e6 – Czarny pionek · f6 – Czarny skoczek · d5 – Czarny pionek · c4 – Biały pionek · d4 – Biały pionek · g3 – Biały pionek · a2 – Biały pionek · b2 – Biały pionek · e2 – Biały pionek · f2 – Biały pionek · g2 – Biały goniec · h2 – Biały pionek · a1 – Biała wieża · b1 – Biały skoczek · c1 – Biały goniec · d1 – Biały hetman · e1 – Biały król · g1 – Biały skoczek · h1 – Biała wieża | a8 – Czarna wieża · b8 – Czarny skoczek · c8 – Czarny goniec · d8 – Czarny hetman · e8 – Czarny król · f8 – Czarny goniec · h8 – Czarna wieża · a7 – Czarny pionek · b7 – Czarny pionek · c7 – Czarny pionek · f7 – Czarny pionek · g7 – Czarny pionek · h7 – Czarny pionek · e6 – Czarny pionek · f6 – Czarny skoczek · d5 – Czarny pionek · c4 – Biały pionek · d4 – Biały pionek · g3 – Biały pionek · a2 – Biały pionek · b2 – Biały pionek · e2 – Biały pionek · f2 – Biały pionek · g2 – Biały goniec · h2 – Biały pionek · a1 – Biała wieża · b1 – Biały skoczek · c1 – Biały goniec · d1 – Biały hetman · e1 – Biały król · g1 – Biały skoczek · h1 – Biała wieża | a8 – Czarna wieża · b8 – Czarny skoczek · c8 – Czarny goniec · d8 – Czarny hetman · e8 – Czarny król · f8 – Czarny goniec · h8 – Czarna wieża · a7 – Czarny pionek · b7 – Czarny pionek · c7 – Czarny pionek · f7 – Czarny pionek · g7 – Czarny pionek · h7 – Czarny pionek · e6 – Czarny pionek · f6 – Czarny skoczek · d5 – Czarny pionek · c4 – Biały pionek · d4 – Biały pionek · g3 – Biały pionek · a2 – Biały pionek · b2 – Biały pionek · e2 – Biały pionek · f2 – Biały pionek · g2 – Biały goniec · h2 – Biały pionek · a1 – Biała wieża · b1 – Biały skoczek · c1 – Biały goniec · d1 – Biały hetman · e1 – Biały król · g1 – Biały skoczek · h1 – Biała wieża | a8 – Czarna wieża · b8 – Czarny skoczek · c8 – Czarny goniec · d8 – Czarny hetman · e8 – Czarny król · f8 – Czarny goniec · h8 – Czarna wieża · a7 – Czarny pionek · b7 – Czarny pionek · c7 – Czarny pionek · f7 – Czarny pionek · g7 – Czarny pionek · h7 – Czarny pionek · e6 – Czarny pionek · f6 – Czarny skoczek · d5 – Czarny pionek · c4 – Biały pionek · d4 – Biały pionek · g3 – Biały pionek · a2 – Biały pionek · b2 – Biały pionek · e2 – Biały pionek · f2 – Biały pionek · g2 – Biały goniec · h2 – Biały pionek · a1 – Biała wieża · b1 – Biały skoczek · c1 – Biały goniec · d1 – Biały hetman · e1 – Biały król · g1 – Biały skoczek · h1 – Biała wieża | a8 – Czarna wieża · b8 – Czarny skoczek · c8 – Czarny goniec · d8 – Czarny hetman · e8 – Czarny król · f8 – Czarny goniec · h8 – Czarna wieża · a7 – Czarny pionek · b7 – Czarny pionek · c7 – Czarny pionek · f7 – Czarny pionek · g7 – Czarny pionek · h7 – Czarny pionek · e6 – Czarny pionek · f6 – Czarny skoczek · d5 – Czarny pionek · c4 – Biały pionek · d4 – Biały pionek · g3 – Biały pionek · a2 – Biały pionek · b2 – Biały pionek · e2 – Biały pionek · f2 – Biały pionek · g2 – Biały goniec · h2 – Biały pionek · a1 – Biała wieża · b1 – Biały skoczek · c1 – Biały goniec · d1 – Biały hetman · e1 – Biały król · g1 – Biały skoczek · h1 – Biała wieża | a8 – Czarna wieża · b8 – Czarny skoczek · c8 – Czarny goniec · d8 – Czarny hetman · e8 – Czarny król · f8 – Czarny goniec · h8 – Czarna wieża · a7 – Czarny pionek · b7 – Czarny pionek · c7 – Czarny pionek · f7 – Czarny pionek · g7 – Czarny pionek · h7 – Czarny pionek · e6 – Czarny pionek · f6 – Czarny skoczek · d5 – Czarny pionek · c4 – Biały pionek · d4 – Biały pionek · g3 – Biały pionek · a2 – Biały pionek · b2 – Biały pionek · e2 – Biały pionek · f2 – Biały pionek · g2 – Biały goniec · h2 – Biały pionek · a1 – Biała wieża · b1 – Biały skoczek · c1 – Biały goniec · d1 – Biały hetman · e1 – Biały król · g1 – Biały skoczek · h1 – Biała wieża | a8 – Czarna wieża · b8 – Czarny skoczek · c8 – Czarny goniec · d8 – Czarny hetman · e8 – Czarny król · f8 – Czarny goniec · h8 – Czarna wieża · a7 – Czarny pionek · b7 – Czarny pionek · c7 – Czarny pionek · f7 – Czarny pionek · g7 – Czarny pionek · h7 – Czarny pionek · e6 – Czarny pionek · f6 – Czarny skoczek · d5 – Czarny pionek · c4 – Biały pionek · d4 – Biały pionek · g3 – Biały pionek · a2 – Biały pionek · b2 – Biały pionek · e2 – Biały pionek · f2 – Biały pionek · g2 – Biały goniec · h2 – Biały pionek · a1 – Biała wieża · b1 – Biały skoczek · c1 – Biały goniec · d1 – Biały hetman · e1 – Biały król · g1 – Biały skoczek · h1 – Biała wieża | 2 |
| 1 | a8 – Czarna wieża · b8 – Czarny skoczek · c8 – Czarny goniec · d8 – Czarny hetman · e8 – Czarny król · f8 – Czarny goniec · h8 – Czarna wieża · a7 – Czarny pionek · b7 – Czarny pionek · c7 – Czarny pionek · f7 – Czarny pionek · g7 – Czarny pionek · h7 – Czarny pionek · e6 – Czarny pionek · f6 – Czarny skoczek · d5 – Czarny pionek · c4 – Biały pionek · d4 – Biały pionek · g3 – Biały pionek · a2 – Biały pionek · b2 – Biały pionek · e2 – Biały pionek · f2 – Biały pionek · g2 – Biały goniec · h2 – Biały pionek · a1 – Biała wieża · b1 – Biały skoczek · c1 – Biały goniec · d1 – Biały hetman · e1 – Biały król · g1 – Biały skoczek · h1 – Biała wieża | a8 – Czarna wieża · b8 – Czarny skoczek · c8 – Czarny goniec · d8 – Czarny hetman · e8 – Czarny król · f8 – Czarny goniec · h8 – Czarna wieża · a7 – Czarny pionek · b7 – Czarny pionek · c7 – Czarny pionek · f7 – Czarny pionek · g7 – Czarny pionek · h7 – Czarny pionek · e6 – Czarny pionek · f6 – Czarny skoczek · d5 – Czarny pionek · c4 – Biały pionek · d4 – Biały pionek · g3 – Biały pionek · a2 – Biały pionek · b2 – Biały pionek · e2 – Biały pionek · f2 – Biały pionek · g2 – Biały goniec · h2 – Biały pionek · a1 – Biała wieża · b1 – Biały skoczek · c1 – Biały goniec · d1 – Biały hetman · e1 – Biały król · g1 – Biały skoczek · h1 – Biała wieża | a8 – Czarna wieża · b8 – Czarny skoczek · c8 – Czarny goniec · d8 – Czarny hetman · e8 – Czarny król · f8 – Czarny goniec · h8 – Czarna wieża · a7 – Czarny pionek · b7 – Czarny pionek · c7 – Czarny pionek · f7 – Czarny pionek · g7 – Czarny pionek · h7 – Czarny pionek · e6 – Czarny pionek · f6 – Czarny skoczek · d5 – Czarny pionek · c4 – Biały pionek · d4 – Biały pionek · g3 – Biały pionek · a2 – Biały pionek · b2 – Biały pionek · e2 – Biały pionek · f2 – Biały pionek · g2 – Biały goniec · h2 – Biały pionek · a1 – Biała wieża · b1 – Biały skoczek · c1 – Biały goniec · d1 – Biały hetman · e1 – Biały król · g1 – Biały skoczek · h1 – Biała wieża | a8 – Czarna wieża · b8 – Czarny skoczek · c8 – Czarny goniec · d8 – Czarny hetman · e8 – Czarny król · f8 – Czarny goniec · h8 – Czarna wieża · a7 – Czarny pionek · b7 – Czarny pionek · c7 – Czarny pionek · f7 – Czarny pionek · g7 – Czarny pionek · h7 – Czarny pionek · e6 – Czarny pionek · f6 – Czarny skoczek · d5 – Czarny pionek · c4 – Biały pionek · d4 – Biały pionek · g3 – Biały pionek · a2 – Biały pionek · b2 – Biały pionek · e2 – Biały pionek · f2 – Biały pionek · g2 – Biały goniec · h2 – Biały pionek · a1 – Biała wieża · b1 – Biały skoczek · c1 – Biały goniec · d1 – Biały hetman · e1 – Biały król · g1 – Biały skoczek · h1 – Biała wieża | a8 – Czarna wieża · b8 – Czarny skoczek · c8 – Czarny goniec · d8 – Czarny hetman · e8 – Czarny król · f8 – Czarny goniec · h8 – Czarna wieża · a7 – Czarny pionek · b7 – Czarny pionek · c7 – Czarny pionek · f7 – Czarny pionek · g7 – Czarny pionek · h7 – Czarny pionek · e6 – Czarny pionek · f6 – Czarny skoczek · d5 – Czarny pionek · c4 – Biały pionek · d4 – Biały pionek · g3 – Biały pionek · a2 – Biały pionek · b2 – Biały pionek · e2 – Biały pionek · f2 – Biały pionek · g2 – Biały goniec · h2 – Biały pionek · a1 – Biała wieża · b1 – Biały skoczek · c1 – Biały goniec · d1 – Biały hetman · e1 – Biały król · g1 – Biały skoczek · h1 – Biała wieża | a8 – Czarna wieża · b8 – Czarny skoczek · c8 – Czarny goniec · d8 – Czarny hetman · e8 – Czarny król · f8 – Czarny goniec · h8 – Czarna wieża · a7 – Czarny pionek · b7 – Czarny pionek · c7 – Czarny pionek · f7 – Czarny pionek · g7 – Czarny pionek · h7 – Czarny pionek · e6 – Czarny pionek · f6 – Czarny skoczek · d5 – Czarny pionek · c4 – Biały pionek · d4 – Biały pionek · g3 – Biały pionek · a2 – Biały pionek · b2 – Biały pionek · e2 – Biały pionek · f2 – Biały pionek · g2 – Biały goniec · h2 – Biały pionek · a1 – Biała wieża · b1 – Biały skoczek · c1 – Biały goniec · d1 – Biały hetman · e1 – Biały król · g1 – Biały skoczek · h1 – Biała wieża | a8 – Czarna wieża · b8 – Czarny skoczek · c8 – Czarny goniec · d8 – Czarny hetman · e8 – Czarny król · f8 – Czarny goniec · h8 – Czarna wieża · a7 – Czarny pionek · b7 – Czarny pionek · c7 – Czarny pionek · f7 – Czarny pionek · g7 – Czarny pionek · h7 – Czarny pionek · e6 – Czarny pionek · f6 – Czarny skoczek · d5 – Czarny pionek · c4 – Biały pionek · d4 – Biały pionek · g3 – Biały pionek · a2 – Biały pionek · b2 – Biały pionek · e2 – Biały pionek · f2 – Biały pionek · g2 – Biały goniec · h2 – Biały pionek · a1 – Biała wieża · b1 – Biały skoczek · c1 – Biały goniec · d1 – Biały hetman · e1 – Biały król · g1 – Biały skoczek · h1 – Biała wieża | a8 – Czarna wieża · b8 – Czarny skoczek · c8 – Czarny goniec · d8 – Czarny hetman · e8 – Czarny król · f8 – Czarny goniec · h8 – Czarna wieża · a7 – Czarny pionek · b7 – Czarny pionek · c7 – Czarny pionek · f7 – Czarny pionek · g7 – Czarny pionek · h7 – Czarny pionek · e6 – Czarny pionek · f6 – Czarny skoczek · d5 – Czarny pionek · c4 – Biały pionek · d4 – Biały pionek · g3 – Biały pionek · a2 – Biały pionek · b2 – Biały pionek · e2 – Biały pionek · f2 – Biały pionek · g2 – Biały goniec · h2 – Biały pionek · a1 – Biała wieża · b1 – Biały skoczek · c1 – Biały goniec · d1 – Biały hetman · e1 – Biały król · g1 – Biały skoczek · h1 – Biała wieża | 1 |
|   | a | b | c | d | e | f | g | h |   |

|   | a | b | c | d | e | f | g | h |   |
| 8 | c8 – Czarny król · e8 – Czarna wieża · h8 – Czarna wieża · a7 – Czarny pionek · b7 – Czarny pionek · c7 – Czarny pionek · d7 – Czarny hetman · f7 – Czarny pionek · g7 – Czarny pionek · b6 – Czarny skoczek · d6 – Czarny pionek · f6 – Czarny skoczek · d5 – Biały pionek · e5 – Czarny pionek · b4 – Biały pionek · c4 – Biały pionek · h4 – Czarny pionek · a3 – Biały pionek · f3 – Biały skoczek · g3 – Biały pionek · h3 – Czarny goniec · c2 – Biały hetman · d2 – Biały skoczek · e2 – Biały pionek · f2 – Biały pionek · g2 – Biały goniec · h2 – Biały pionek · a1 – Biała wieża · f1 – Biała wieża · g1 – Biały król | c8 – Czarny król · e8 – Czarna wieża · h8 – Czarna wieża · a7 – Czarny pionek · b7 – Czarny pionek · c7 – Czarny pionek · d7 – Czarny hetman · f7 – Czarny pionek · g7 – Czarny pionek · b6 – Czarny skoczek · d6 – Czarny pionek · f6 – Czarny skoczek · d5 – Biały pionek · e5 – Czarny pionek · b4 – Biały pionek · c4 – Biały pionek · h4 – Czarny pionek · a3 – Biały pionek · f3 – Biały skoczek · g3 – Biały pionek · h3 – Czarny goniec · c2 – Biały hetman · d2 – Biały skoczek · e2 – Biały pionek · f2 – Biały pionek · g2 – Biały goniec · h2 – Biały pionek · a1 – Biała wieża · f1 – Biała wieża · g1 – Biały król | c8 – Czarny król · e8 – Czarna wieża · h8 – Czarna wieża · a7 – Czarny pionek · b7 – Czarny pionek · c7 – Czarny pionek · d7 – Czarny hetman · f7 – Czarny pionek · g7 – Czarny pionek · b6 – Czarny skoczek · d6 – Czarny pionek · f6 – Czarny skoczek · d5 – Biały pionek · e5 – Czarny pionek · b4 – Biały pionek · c4 – Biały pionek · h4 – Czarny pionek · a3 – Biały pionek · f3 – Biały skoczek · g3 – Biały pionek · h3 – Czarny goniec · c2 – Biały hetman · d2 – Biały skoczek · e2 – Biały pionek · f2 – Biały pionek · g2 – Biały goniec · h2 – Biały pionek · a1 – Biała wieża · f1 – Biała wieża · g1 – Biały król | c8 – Czarny król · e8 – Czarna wieża · h8 – Czarna wieża · a7 – Czarny pionek · b7 – Czarny pionek · c7 – Czarny pionek · d7 – Czarny hetman · f7 – Czarny pionek · g7 – Czarny pionek · b6 – Czarny skoczek · d6 – Czarny pionek · f6 – Czarny skoczek · d5 – Biały pionek · e5 – Czarny pionek · b4 – Biały pionek · c4 – Biały pionek · h4 – Czarny pionek · a3 – Biały pionek · f3 – Biały skoczek · g3 – Biały pionek · h3 – Czarny goniec · c2 – Biały hetman · d2 – Biały skoczek · e2 – Biały pionek · f2 – Biały pionek · g2 – Biały goniec · h2 – Biały pionek · a1 – Biała wieża · f1 – Biała wieża · g1 – Biały król | c8 – Czarny król · e8 – Czarna wieża · h8 – Czarna wieża · a7 – Czarny pionek · b7 – Czarny pionek · c7 – Czarny pionek · d7 – Czarny hetman · f7 – Czarny pionek · g7 – Czarny pionek · b6 – Czarny skoczek · d6 – Czarny pionek · f6 – Czarny skoczek · d5 – Biały pionek · e5 – Czarny pionek · b4 – Biały pionek · c4 – Biały pionek · h4 – Czarny pionek · a3 – Biały pionek · f3 – Biały skoczek · g3 – Biały pionek · h3 – Czarny goniec · c2 – Biały hetman · d2 – Biały skoczek · e2 – Biały pionek · f2 – Biały pionek · g2 – Biały goniec · h2 – Biały pionek · a1 – Biała wieża · f1 – Biała wieża · g1 – Biały król | c8 – Czarny król · e8 – Czarna wieża · h8 – Czarna wieża · a7 – Czarny pionek · b7 – Czarny pionek · c7 – Czarny pionek · d7 – Czarny hetman · f7 – Czarny pionek · g7 – Czarny pionek · b6 – Czarny skoczek · d6 – Czarny pionek · f6 – Czarny skoczek · d5 – Biały pionek · e5 – Czarny pionek · b4 – Biały pionek · c4 – Biały pionek · h4 – Czarny pionek · a3 – Biały pionek · f3 – Biały skoczek · g3 – Biały pionek · h3 – Czarny goniec · c2 – Biały hetman · d2 – Biały skoczek · e2 – Biały pionek · f2 – Biały pionek · g2 – Biały goniec · h2 – Biały pionek · a1 – Biała wieża · f1 – Biała wieża · g1 – Biały król | c8 – Czarny król · e8 – Czarna wieża · h8 – Czarna wieża · a7 – Czarny pionek · b7 – Czarny pionek · c7 – Czarny pionek · d7 – Czarny hetman · f7 – Czarny pionek · g7 – Czarny pionek · b6 – Czarny skoczek · d6 – Czarny pionek · f6 – Czarny skoczek · d5 – Biały pionek · e5 – Czarny pionek · b4 – Biały pionek · c4 – Biały pionek · h4 – Czarny pionek · a3 – Biały pionek · f3 – Biały skoczek · g3 – Biały pionek · h3 – Czarny goniec · c2 – Biały hetman · d2 – Biały skoczek · e2 – Biały pionek · f2 – Biały pionek · g2 – Biały goniec · h2 – Biały pionek · a1 – Biała wieża · f1 – Biała wieża · g1 – Biały król | c8 – Czarny król · e8 – Czarna wieża · h8 – Czarna wieża · a7 – Czarny pionek · b7 – Czarny pionek · c7 – Czarny pionek · d7 – Czarny hetman · f7 – Czarny pionek · g7 – Czarny pionek · b6 – Czarny skoczek · d6 – Czarny pionek · f6 – Czarny skoczek · d5 – Biały pionek · e5 – Czarny pionek · b4 – Biały pionek · c4 – Biały pionek · h4 – Czarny pionek · a3 – Biały pionek · f3 – Biały skoczek · g3 – Biały pionek · h3 – Czarny goniec · c2 – Biały hetman · d2 – Biały skoczek · e2 – Biały pionek · f2 – Biały pionek · g2 – Biały goniec · h2 – Biały pionek · a1 – Biała wieża · f1 – Biała wieża · g1 – Biały król | 8 |
| 7 | c8 – Czarny król · e8 – Czarna wieża · h8 – Czarna wieża · a7 – Czarny pionek · b7 – Czarny pionek · c7 – Czarny pionek · d7 – Czarny hetman · f7 – Czarny pionek · g7 – Czarny pionek · b6 – Czarny skoczek · d6 – Czarny pionek · f6 – Czarny skoczek · d5 – Biały pionek · e5 – Czarny pionek · b4 – Biały pionek · c4 – Biały pionek · h4 – Czarny pionek · a3 – Biały pionek · f3 – Biały skoczek · g3 – Biały pionek · h3 – Czarny goniec · c2 – Biały hetman · d2 – Biały skoczek · e2 – Biały pionek · f2 – Biały pionek · g2 – Biały goniec · h2 – Biały pionek · a1 – Biała wieża · f1 – Biała wieża · g1 – Biały król | c8 – Czarny król · e8 – Czarna wieża · h8 – Czarna wieża · a7 – Czarny pionek · b7 – Czarny pionek · c7 – Czarny pionek · d7 – Czarny hetman · f7 – Czarny pionek · g7 – Czarny pionek · b6 – Czarny skoczek · d6 – Czarny pionek · f6 – Czarny skoczek · d5 – Biały pionek · e5 – Czarny pionek · b4 – Biały pionek · c4 – Biały pionek · h4 – Czarny pionek · a3 – Biały pionek · f3 – Biały skoczek · g3 – Biały pionek · h3 – Czarny goniec · c2 – Biały hetman · d2 – Biały skoczek · e2 – Biały pionek · f2 – Biały pionek · g2 – Biały goniec · h2 – Biały pionek · a1 – Biała wieża · f1 – Biała wieża · g1 – Biały król | c8 – Czarny król · e8 – Czarna wieża · h8 – Czarna wieża · a7 – Czarny pionek · b7 – Czarny pionek · c7 – Czarny pionek · d7 – Czarny hetman · f7 – Czarny pionek · g7 – Czarny pionek · b6 – Czarny skoczek · d6 – Czarny pionek · f6 – Czarny skoczek · d5 – Biały pionek · e5 – Czarny pionek · b4 – Biały pionek · c4 – Biały pionek · h4 – Czarny pionek · a3 – Biały pionek · f3 – Biały skoczek · g3 – Biały pionek · h3 – Czarny goniec · c2 – Biały hetman · d2 – Biały skoczek · e2 – Biały pionek · f2 – Biały pionek · g2 – Biały goniec · h2 – Biały pionek · a1 – Biała wieża · f1 – Biała wieża · g1 – Biały król | c8 – Czarny król · e8 – Czarna wieża · h8 – Czarna wieża · a7 – Czarny pionek · b7 – Czarny pionek · c7 – Czarny pionek · d7 – Czarny hetman · f7 – Czarny pionek · g7 – Czarny pionek · b6 – Czarny skoczek · d6 – Czarny pionek · f6 – Czarny skoczek · d5 – Biały pionek · e5 – Czarny pionek · b4 – Biały pionek · c4 – Biały pionek · h4 – Czarny pionek · a3 – Biały pionek · f3 – Biały skoczek · g3 – Biały pionek · h3 – Czarny goniec · c2 – Biały hetman · d2 – Biały skoczek · e2 – Biały pionek · f2 – Biały pionek · g2 – Biały goniec · h2 – Biały pionek · a1 – Biała wieża · f1 – Biała wieża · g1 – Biały król | c8 – Czarny król · e8 – Czarna wieża · h8 – Czarna wieża · a7 – Czarny pionek · b7 – Czarny pionek · c7 – Czarny pionek · d7 – Czarny hetman · f7 – Czarny pionek · g7 – Czarny pionek · b6 – Czarny skoczek · d6 – Czarny pionek · f6 – Czarny skoczek · d5 – Biały pionek · e5 – Czarny pionek · b4 – Biały pionek · c4 – Biały pionek · h4 – Czarny pionek · a3 – Biały pionek · f3 – Biały skoczek · g3 – Biały pionek · h3 – Czarny goniec · c2 – Biały hetman · d2 – Biały skoczek · e2 – Biały pionek · f2 – Biały pionek · g2 – Biały goniec · h2 – Biały pionek · a1 – Biała wieża · f1 – Biała wieża · g1 – Biały król | c8 – Czarny król · e8 – Czarna wieża · h8 – Czarna wieża · a7 – Czarny pionek · b7 – Czarny pionek · c7 – Czarny pionek · d7 – Czarny hetman · f7 – Czarny pionek · g7 – Czarny pionek · b6 – Czarny skoczek · d6 – Czarny pionek · f6 – Czarny skoczek · d5 – Biały pionek · e5 – Czarny pionek · b4 – Biały pionek · c4 – Biały pionek · h4 – Czarny pionek · a3 – Biały pionek · f3 – Biały skoczek · g3 – Biały pionek · h3 – Czarny goniec · c2 – Biały hetman · d2 – Biały skoczek · e2 – Biały pionek · f2 – Biały pionek · g2 – Biały goniec · h2 – Biały pionek · a1 – Biała wieża · f1 – Biała wieża · g1 – Biały król | c8 – Czarny król · e8 – Czarna wieża · h8 – Czarna wieża · a7 – Czarny pionek · b7 – Czarny pionek · c7 – Czarny pionek · d7 – Czarny hetman · f7 – Czarny pionek · g7 – Czarny pionek · b6 – Czarny skoczek · d6 – Czarny pionek · f6 – Czarny skoczek · d5 – Biały pionek · e5 – Czarny pionek · b4 – Biały pionek · c4 – Biały pionek · h4 – Czarny pionek · a3 – Biały pionek · f3 – Biały skoczek · g3 – Biały pionek · h3 – Czarny goniec · c2 – Biały hetman · d2 – Biały skoczek · e2 – Biały pionek · f2 – Biały pionek · g2 – Biały goniec · h2 – Biały pionek · a1 – Biała wieża · f1 – Biała wieża · g1 – Biały król | c8 – Czarny król · e8 – Czarna wieża · h8 – Czarna wieża · a7 – Czarny pionek · b7 – Czarny pionek · c7 – Czarny pionek · d7 – Czarny hetman · f7 – Czarny pionek · g7 – Czarny pionek · b6 – Czarny skoczek · d6 – Czarny pionek · f6 – Czarny skoczek · d5 – Biały pionek · e5 – Czarny pionek · b4 – Biały pionek · c4 – Biały pionek · h4 – Czarny pionek · a3 – Biały pionek · f3 – Biały skoczek · g3 – Biały pionek · h3 – Czarny goniec · c2 – Biały hetman · d2 – Biały skoczek · e2 – Biały pionek · f2 – Biały pionek · g2 – Biały goniec · h2 – Biały pionek · a1 – Biała wieża · f1 – Biała wieża · g1 – Biały król | 7 |
| 6 | c8 – Czarny król · e8 – Czarna wieża · h8 – Czarna wieża · a7 – Czarny pionek · b7 – Czarny pionek · c7 – Czarny pionek · d7 – Czarny hetman · f7 – Czarny pionek · g7 – Czarny pionek · b6 – Czarny skoczek · d6 – Czarny pionek · f6 – Czarny skoczek · d5 – Biały pionek · e5 – Czarny pionek · b4 – Biały pionek · c4 – Biały pionek · h4 – Czarny pionek · a3 – Biały pionek · f3 – Biały skoczek · g3 – Biały pionek · h3 – Czarny goniec · c2 – Biały hetman · d2 – Biały skoczek · e2 – Biały pionek · f2 – Biały pionek · g2 – Biały goniec · h2 – Biały pionek · a1 – Biała wieża · f1 – Biała wieża · g1 – Biały król | c8 – Czarny król · e8 – Czarna wieża · h8 – Czarna wieża · a7 – Czarny pionek · b7 – Czarny pionek · c7 – Czarny pionek · d7 – Czarny hetman · f7 – Czarny pionek · g7 – Czarny pionek · b6 – Czarny skoczek · d6 – Czarny pionek · f6 – Czarny skoczek · d5 – Biały pionek · e5 – Czarny pionek · b4 – Biały pionek · c4 – Biały pionek · h4 – Czarny pionek · a3 – Biały pionek · f3 – Biały skoczek · g3 – Biały pionek · h3 – Czarny goniec · c2 – Biały hetman · d2 – Biały skoczek · e2 – Biały pionek · f2 – Biały pionek · g2 – Biały goniec · h2 – Biały pionek · a1 – Biała wieża · f1 – Biała wieża · g1 – Biały król | c8 – Czarny król · e8 – Czarna wieża · h8 – Czarna wieża · a7 – Czarny pionek · b7 – Czarny pionek · c7 – Czarny pionek · d7 – Czarny hetman · f7 – Czarny pionek · g7 – Czarny pionek · b6 – Czarny skoczek · d6 – Czarny pionek · f6 – Czarny skoczek · d5 – Biały pionek · e5 – Czarny pionek · b4 – Biały pionek · c4 – Biały pionek · h4 – Czarny pionek · a3 – Biały pionek · f3 – Biały skoczek · g3 – Biały pionek · h3 – Czarny goniec · c2 – Biały hetman · d2 – Biały skoczek · e2 – Biały pionek · f2 – Biały pionek · g2 – Biały goniec · h2 – Biały pionek · a1 – Biała wieża · f1 – Biała wieża · g1 – Biały król | c8 – Czarny król · e8 – Czarna wieża · h8 – Czarna wieża · a7 – Czarny pionek · b7 – Czarny pionek · c7 – Czarny pionek · d7 – Czarny hetman · f7 – Czarny pionek · g7 – Czarny pionek · b6 – Czarny skoczek · d6 – Czarny pionek · f6 – Czarny skoczek · d5 – Biały pionek · e5 – Czarny pionek · b4 – Biały pionek · c4 – Biały pionek · h4 – Czarny pionek · a3 – Biały pionek · f3 – Biały skoczek · g3 – Biały pionek · h3 – Czarny goniec · c2 – Biały hetman · d2 – Biały skoczek · e2 – Biały pionek · f2 – Biały pionek · g2 – Biały goniec · h2 – Biały pionek · a1 – Biała wieża · f1 – Biała wieża · g1 – Biały król | c8 – Czarny król · e8 – Czarna wieża · h8 – Czarna wieża · a7 – Czarny pionek · b7 – Czarny pionek · c7 – Czarny pionek · d7 – Czarny hetman · f7 – Czarny pionek · g7 – Czarny pionek · b6 – Czarny skoczek · d6 – Czarny pionek · f6 – Czarny skoczek · d5 – Biały pionek · e5 – Czarny pionek · b4 – Biały pionek · c4 – Biały pionek · h4 – Czarny pionek · a3 – Biały pionek · f3 – Biały skoczek · g3 – Biały pionek · h3 – Czarny goniec · c2 – Biały hetman · d2 – Biały skoczek · e2 – Biały pionek · f2 – Biały pionek · g2 – Biały goniec · h2 – Biały pionek · a1 – Biała wieża · f1 – Biała wieża · g1 – Biały król | c8 – Czarny król · e8 – Czarna wieża · h8 – Czarna wieża · a7 – Czarny pionek · b7 – Czarny pionek · c7 – Czarny pionek · d7 – Czarny hetman · f7 – Czarny pionek · g7 – Czarny pionek · b6 – Czarny skoczek · d6 – Czarny pionek · f6 – Czarny skoczek · d5 – Biały pionek · e5 – Czarny pionek · b4 – Biały pionek · c4 – Biały pionek · h4 – Czarny pionek · a3 – Biały pionek · f3 – Biały skoczek · g3 – Biały pionek · h3 – Czarny goniec · c2 – Biały hetman · d2 – Biały skoczek · e2 – Biały pionek · f2 – Biały pionek · g2 – Biały goniec · h2 – Biały pionek · a1 – Biała wieża · f1 – Biała wieża · g1 – Biały król | c8 – Czarny król · e8 – Czarna wieża · h8 – Czarna wieża · a7 – Czarny pionek · b7 – Czarny pionek · c7 – Czarny pionek · d7 – Czarny hetman · f7 – Czarny pionek · g7 – Czarny pionek · b6 – Czarny skoczek · d6 – Czarny pionek · f6 – Czarny skoczek · d5 – Biały pionek · e5 – Czarny pionek · b4 – Biały pionek · c4 – Biały pionek · h4 – Czarny pionek · a3 – Biały pionek · f3 – Biały skoczek · g3 – Biały pionek · h3 – Czarny goniec · c2 – Biały hetman · d2 – Biały skoczek · e2 – Biały pionek · f2 – Biały pionek · g2 – Biały goniec · h2 – Biały pionek · a1 – Biała wieża · f1 – Biała wieża · g1 – Biały król | c8 – Czarny król · e8 – Czarna wieża · h8 – Czarna wieża · a7 – Czarny pionek · b7 – Czarny pionek · c7 – Czarny pionek · d7 – Czarny hetman · f7 – Czarny pionek · g7 – Czarny pionek · b6 – Czarny skoczek · d6 – Czarny pionek · f6 – Czarny skoczek · d5 – Biały pionek · e5 – Czarny pionek · b4 – Biały pionek · c4 – Biały pionek · h4 – Czarny pionek · a3 – Biały pionek · f3 – Biały skoczek · g3 – Biały pionek · h3 – Czarny goniec · c2 – Biały hetman · d2 – Biały skoczek · e2 – Biały pionek · f2 – Biały pionek · g2 – Biały goniec · h2 – Biały pionek · a1 – Biała wieża · f1 – Biała wieża · g1 – Biały król | 6 |
| 5 | c8 – Czarny król · e8 – Czarna wieża · h8 – Czarna wieża · a7 – Czarny pionek · b7 – Czarny pionek · c7 – Czarny pionek · d7 – Czarny hetman · f7 – Czarny pionek · g7 – Czarny pionek · b6 – Czarny skoczek · d6 – Czarny pionek · f6 – Czarny skoczek · d5 – Biały pionek · e5 – Czarny pionek · b4 – Biały pionek · c4 – Biały pionek · h4 – Czarny pionek · a3 – Biały pionek · f3 – Biały skoczek · g3 – Biały pionek · h3 – Czarny goniec · c2 – Biały hetman · d2 – Biały skoczek · e2 – Biały pionek · f2 – Biały pionek · g2 – Biały goniec · h2 – Biały pionek · a1 – Biała wieża · f1 – Biała wieża · g1 – Biały król | c8 – Czarny król · e8 – Czarna wieża · h8 – Czarna wieża · a7 – Czarny pionek · b7 – Czarny pionek · c7 – Czarny pionek · d7 – Czarny hetman · f7 – Czarny pionek · g7 – Czarny pionek · b6 – Czarny skoczek · d6 – Czarny pionek · f6 – Czarny skoczek · d5 – Biały pionek · e5 – Czarny pionek · b4 – Biały pionek · c4 – Biały pionek · h4 – Czarny pionek · a3 – Biały pionek · f3 – Biały skoczek · g3 – Biały pionek · h3 – Czarny goniec · c2 – Biały hetman · d2 – Biały skoczek · e2 – Biały pionek · f2 – Biały pionek · g2 – Biały goniec · h2 – Biały pionek · a1 – Biała wieża · f1 – Biała wieża · g1 – Biały król | c8 – Czarny król · e8 – Czarna wieża · h8 – Czarna wieża · a7 – Czarny pionek · b7 – Czarny pionek · c7 – Czarny pionek · d7 – Czarny hetman · f7 – Czarny pionek · g7 – Czarny pionek · b6 – Czarny skoczek · d6 – Czarny pionek · f6 – Czarny skoczek · d5 – Biały pionek · e5 – Czarny pionek · b4 – Biały pionek · c4 – Biały pionek · h4 – Czarny pionek · a3 – Biały pionek · f3 – Biały skoczek · g3 – Biały pionek · h3 – Czarny goniec · c2 – Biały hetman · d2 – Biały skoczek · e2 – Biały pionek · f2 – Biały pionek · g2 – Biały goniec · h2 – Biały pionek · a1 – Biała wieża · f1 – Biała wieża · g1 – Biały król | c8 – Czarny król · e8 – Czarna wieża · h8 – Czarna wieża · a7 – Czarny pionek · b7 – Czarny pionek · c7 – Czarny pionek · d7 – Czarny hetman · f7 – Czarny pionek · g7 – Czarny pionek · b6 – Czarny skoczek · d6 – Czarny pionek · f6 – Czarny skoczek · d5 – Biały pionek · e5 – Czarny pionek · b4 – Biały pionek · c4 – Biały pionek · h4 – Czarny pionek · a3 – Biały pionek · f3 – Biały skoczek · g3 – Biały pionek · h3 – Czarny goniec · c2 – Biały hetman · d2 – Biały skoczek · e2 – Biały pionek · f2 – Biały pionek · g2 – Biały goniec · h2 – Biały pionek · a1 – Biała wieża · f1 – Biała wieża · g1 – Biały król | c8 – Czarny król · e8 – Czarna wieża · h8 – Czarna wieża · a7 – Czarny pionek · b7 – Czarny pionek · c7 – Czarny pionek · d7 – Czarny hetman · f7 – Czarny pionek · g7 – Czarny pionek · b6 – Czarny skoczek · d6 – Czarny pionek · f6 – Czarny skoczek · d5 – Biały pionek · e5 – Czarny pionek · b4 – Biały pionek · c4 – Biały pionek · h4 – Czarny pionek · a3 – Biały pionek · f3 – Biały skoczek · g3 – Biały pionek · h3 – Czarny goniec · c2 – Biały hetman · d2 – Biały skoczek · e2 – Biały pionek · f2 – Biały pionek · g2 – Biały goniec · h2 – Biały pionek · a1 – Biała wieża · f1 – Biała wieża · g1 – Biały król | c8 – Czarny król · e8 – Czarna wieża · h8 – Czarna wieża · a7 – Czarny pionek · b7 – Czarny pionek · c7 – Czarny pionek · d7 – Czarny hetman · f7 – Czarny pionek · g7 – Czarny pionek · b6 – Czarny skoczek · d6 – Czarny pionek · f6 – Czarny skoczek · d5 – Biały pionek · e5 – Czarny pionek · b4 – Biały pionek · c4 – Biały pionek · h4 – Czarny pionek · a3 – Biały pionek · f3 – Biały skoczek · g3 – Biały pionek · h3 – Czarny goniec · c2 – Biały hetman · d2 – Biały skoczek · e2 – Biały pionek · f2 – Biały pionek · g2 – Biały goniec · h2 – Biały pionek · a1 – Biała wieża · f1 – Biała wieża · g1 – Biały król | c8 – Czarny król · e8 – Czarna wieża · h8 – Czarna wieża · a7 – Czarny pionek · b7 – Czarny pionek · c7 – Czarny pionek · d7 – Czarny hetman · f7 – Czarny pionek · g7 – Czarny pionek · b6 – Czarny skoczek · d6 – Czarny pionek · f6 – Czarny skoczek · d5 – Biały pionek · e5 – Czarny pionek · b4 – Biały pionek · c4 – Biały pionek · h4 – Czarny pionek · a3 – Biały pionek · f3 – Biały skoczek · g3 – Biały pionek · h3 – Czarny goniec · c2 – Biały hetman · d2 – Biały skoczek · e2 – Biały pionek · f2 – Biały pionek · g2 – Biały goniec · h2 – Biały pionek · a1 – Biała wieża · f1 – Biała wieża · g1 – Biały król | c8 – Czarny król · e8 – Czarna wieża · h8 – Czarna wieża · a7 – Czarny pionek · b7 – Czarny pionek · c7 – Czarny pionek · d7 – Czarny hetman · f7 – Czarny pionek · g7 – Czarny pionek · b6 – Czarny skoczek · d6 – Czarny pionek · f6 – Czarny skoczek · d5 – Biały pionek · e5 – Czarny pionek · b4 – Biały pionek · c4 – Biały pionek · h4 – Czarny pionek · a3 – Biały pionek · f3 – Biały skoczek · g3 – Biały pionek · h3 – Czarny goniec · c2 – Biały hetman · d2 – Biały skoczek · e2 – Biały pionek · f2 – Biały pionek · g2 – Biały goniec · h2 – Biały pionek · a1 – Biała wieża · f1 – Biała wieża · g1 – Biały król | 5 |
| 4 | c8 – Czarny król · e8 – Czarna wieża · h8 – Czarna wieża · a7 – Czarny pionek · b7 – Czarny pionek · c7 – Czarny pionek · d7 – Czarny hetman · f7 – Czarny pionek · g7 – Czarny pionek · b6 – Czarny skoczek · d6 – Czarny pionek · f6 – Czarny skoczek · d5 – Biały pionek · e5 – Czarny pionek · b4 – Biały pionek · c4 – Biały pionek · h4 – Czarny pionek · a3 – Biały pionek · f3 – Biały skoczek · g3 – Biały pionek · h3 – Czarny goniec · c2 – Biały hetman · d2 – Biały skoczek · e2 – Biały pionek · f2 – Biały pionek · g2 – Biały goniec · h2 – Biały pionek · a1 – Biała wieża · f1 – Biała wieża · g1 – Biały król | c8 – Czarny król · e8 – Czarna wieża · h8 – Czarna wieża · a7 – Czarny pionek · b7 – Czarny pionek · c7 – Czarny pionek · d7 – Czarny hetman · f7 – Czarny pionek · g7 – Czarny pionek · b6 – Czarny skoczek · d6 – Czarny pionek · f6 – Czarny skoczek · d5 – Biały pionek · e5 – Czarny pionek · b4 – Biały pionek · c4 – Biały pionek · h4 – Czarny pionek · a3 – Biały pionek · f3 – Biały skoczek · g3 – Biały pionek · h3 – Czarny goniec · c2 – Biały hetman · d2 – Biały skoczek · e2 – Biały pionek · f2 – Biały pionek · g2 – Biały goniec · h2 – Biały pionek · a1 – Biała wieża · f1 – Biała wieża · g1 – Biały król | c8 – Czarny król · e8 – Czarna wieża · h8 – Czarna wieża · a7 – Czarny pionek · b7 – Czarny pionek · c7 – Czarny pionek · d7 – Czarny hetman · f7 – Czarny pionek · g7 – Czarny pionek · b6 – Czarny skoczek · d6 – Czarny pionek · f6 – Czarny skoczek · d5 – Biały pionek · e5 – Czarny pionek · b4 – Biały pionek · c4 – Biały pionek · h4 – Czarny pionek · a3 – Biały pionek · f3 – Biały skoczek · g3 – Biały pionek · h3 – Czarny goniec · c2 – Biały hetman · d2 – Biały skoczek · e2 – Biały pionek · f2 – Biały pionek · g2 – Biały goniec · h2 – Biały pionek · a1 – Biała wieża · f1 – Biała wieża · g1 – Biały król | c8 – Czarny król · e8 – Czarna wieża · h8 – Czarna wieża · a7 – Czarny pionek · b7 – Czarny pionek · c7 – Czarny pionek · d7 – Czarny hetman · f7 – Czarny pionek · g7 – Czarny pionek · b6 – Czarny skoczek · d6 – Czarny pionek · f6 – Czarny skoczek · d5 – Biały pionek · e5 – Czarny pionek · b4 – Biały pionek · c4 – Biały pionek · h4 – Czarny pionek · a3 – Biały pionek · f3 – Biały skoczek · g3 – Biały pionek · h3 – Czarny goniec · c2 – Biały hetman · d2 – Biały skoczek · e2 – Biały pionek · f2 – Biały pionek · g2 – Biały goniec · h2 – Biały pionek · a1 – Biała wieża · f1 – Biała wieża · g1 – Biały król | c8 – Czarny król · e8 – Czarna wieża · h8 – Czarna wieża · a7 – Czarny pionek · b7 – Czarny pionek · c7 – Czarny pionek · d7 – Czarny hetman · f7 – Czarny pionek · g7 – Czarny pionek · b6 – Czarny skoczek · d6 – Czarny pionek · f6 – Czarny skoczek · d5 – Biały pionek · e5 – Czarny pionek · b4 – Biały pionek · c4 – Biały pionek · h4 – Czarny pionek · a3 – Biały pionek · f3 – Biały skoczek · g3 – Biały pionek · h3 – Czarny goniec · c2 – Biały hetman · d2 – Biały skoczek · e2 – Biały pionek · f2 – Biały pionek · g2 – Biały goniec · h2 – Biały pionek · a1 – Biała wieża · f1 – Biała wieża · g1 – Biały król | c8 – Czarny król · e8 – Czarna wieża · h8 – Czarna wieża · a7 – Czarny pionek · b7 – Czarny pionek · c7 – Czarny pionek · d7 – Czarny hetman · f7 – Czarny pionek · g7 – Czarny pionek · b6 – Czarny skoczek · d6 – Czarny pionek · f6 – Czarny skoczek · d5 – Biały pionek · e5 – Czarny pionek · b4 – Biały pionek · c4 – Biały pionek · h4 – Czarny pionek · a3 – Biały pionek · f3 – Biały skoczek · g3 – Biały pionek · h3 – Czarny goniec · c2 – Biały hetman · d2 – Biały skoczek · e2 – Biały pionek · f2 – Biały pionek · g2 – Biały goniec · h2 – Biały pionek · a1 – Biała wieża · f1 – Biała wieża · g1 – Biały król | c8 – Czarny król · e8 – Czarna wieża · h8 – Czarna wieża · a7 – Czarny pionek · b7 – Czarny pionek · c7 – Czarny pionek · d7 – Czarny hetman · f7 – Czarny pionek · g7 – Czarny pionek · b6 – Czarny skoczek · d6 – Czarny pionek · f6 – Czarny skoczek · d5 – Biały pionek · e5 – Czarny pionek · b4 – Biały pionek · c4 – Biały pionek · h4 – Czarny pionek · a3 – Biały pionek · f3 – Biały skoczek · g3 – Biały pionek · h3 – Czarny goniec · c2 – Biały hetman · d2 – Biały skoczek · e2 – Biały pionek · f2 – Biały pionek · g2 – Biały goniec · h2 – Biały pionek · a1 – Biała wieża · f1 – Biała wieża · g1 – Biały król | c8 – Czarny król · e8 – Czarna wieża · h8 – Czarna wieża · a7 – Czarny pionek · b7 – Czarny pionek · c7 – Czarny pionek · d7 – Czarny hetman · f7 – Czarny pionek · g7 – Czarny pionek · b6 – Czarny skoczek · d6 – Czarny pionek · f6 – Czarny skoczek · d5 – Biały pionek · e5 – Czarny pionek · b4 – Biały pionek · c4 – Biały pionek · h4 – Czarny pionek · a3 – Biały pionek · f3 – Biały skoczek · g3 – Biały pionek · h3 – Czarny goniec · c2 – Biały hetman · d2 – Biały skoczek · e2 – Biały pionek · f2 – Biały pionek · g2 – Biały goniec · h2 – Biały pionek · a1 – Biała wieża · f1 – Biała wieża · g1 – Biały król | 4 |
| 3 | c8 – Czarny król · e8 – Czarna wieża · h8 – Czarna wieża · a7 – Czarny pionek · b7 – Czarny pionek · c7 – Czarny pionek · d7 – Czarny hetman · f7 – Czarny pionek · g7 – Czarny pionek · b6 – Czarny skoczek · d6 – Czarny pionek · f6 – Czarny skoczek · d5 – Biały pionek · e5 – Czarny pionek · b4 – Biały pionek · c4 – Biały pionek · h4 – Czarny pionek · a3 – Biały pionek · f3 – Biały skoczek · g3 – Biały pionek · h3 – Czarny goniec · c2 – Biały hetman · d2 – Biały skoczek · e2 – Biały pionek · f2 – Biały pionek · g2 – Biały goniec · h2 – Biały pionek · a1 – Biała wieża · f1 – Biała wieża · g1 – Biały król | c8 – Czarny król · e8 – Czarna wieża · h8 – Czarna wieża · a7 – Czarny pionek · b7 – Czarny pionek · c7 – Czarny pionek · d7 – Czarny hetman · f7 – Czarny pionek · g7 – Czarny pionek · b6 – Czarny skoczek · d6 – Czarny pionek · f6 – Czarny skoczek · d5 – Biały pionek · e5 – Czarny pionek · b4 – Biały pionek · c4 – Biały pionek · h4 – Czarny pionek · a3 – Biały pionek · f3 – Biały skoczek · g3 – Biały pionek · h3 – Czarny goniec · c2 – Biały hetman · d2 – Biały skoczek · e2 – Biały pionek · f2 – Biały pionek · g2 – Biały goniec · h2 – Biały pionek · a1 – Biała wieża · f1 – Biała wieża · g1 – Biały król | c8 – Czarny król · e8 – Czarna wieża · h8 – Czarna wieża · a7 – Czarny pionek · b7 – Czarny pionek · c7 – Czarny pionek · d7 – Czarny hetman · f7 – Czarny pionek · g7 – Czarny pionek · b6 – Czarny skoczek · d6 – Czarny pionek · f6 – Czarny skoczek · d5 – Biały pionek · e5 – Czarny pionek · b4 – Biały pionek · c4 – Biały pionek · h4 – Czarny pionek · a3 – Biały pionek · f3 – Biały skoczek · g3 – Biały pionek · h3 – Czarny goniec · c2 – Biały hetman · d2 – Biały skoczek · e2 – Biały pionek · f2 – Biały pionek · g2 – Biały goniec · h2 – Biały pionek · a1 – Biała wieża · f1 – Biała wieża · g1 – Biały król | c8 – Czarny król · e8 – Czarna wieża · h8 – Czarna wieża · a7 – Czarny pionek · b7 – Czarny pionek · c7 – Czarny pionek · d7 – Czarny hetman · f7 – Czarny pionek · g7 – Czarny pionek · b6 – Czarny skoczek · d6 – Czarny pionek · f6 – Czarny skoczek · d5 – Biały pionek · e5 – Czarny pionek · b4 – Biały pionek · c4 – Biały pionek · h4 – Czarny pionek · a3 – Biały pionek · f3 – Biały skoczek · g3 – Biały pionek · h3 – Czarny goniec · c2 – Biały hetman · d2 – Biały skoczek · e2 – Biały pionek · f2 – Biały pionek · g2 – Biały goniec · h2 – Biały pionek · a1 – Biała wieża · f1 – Biała wieża · g1 – Biały król | c8 – Czarny król · e8 – Czarna wieża · h8 – Czarna wieża · a7 – Czarny pionek · b7 – Czarny pionek · c7 – Czarny pionek · d7 – Czarny hetman · f7 – Czarny pionek · g7 – Czarny pionek · b6 – Czarny skoczek · d6 – Czarny pionek · f6 – Czarny skoczek · d5 – Biały pionek · e5 – Czarny pionek · b4 – Biały pionek · c4 – Biały pionek · h4 – Czarny pionek · a3 – Biały pionek · f3 – Biały skoczek · g3 – Biały pionek · h3 – Czarny goniec · c2 – Biały hetman · d2 – Biały skoczek · e2 – Biały pionek · f2 – Biały pionek · g2 – Biały goniec · h2 – Biały pionek · a1 – Biała wieża · f1 – Biała wieża · g1 – Biały król | c8 – Czarny król · e8 – Czarna wieża · h8 – Czarna wieża · a7 – Czarny pionek · b7 – Czarny pionek · c7 – Czarny pionek · d7 – Czarny hetman · f7 – Czarny pionek · g7 – Czarny pionek · b6 – Czarny skoczek · d6 – Czarny pionek · f6 – Czarny skoczek · d5 – Biały pionek · e5 – Czarny pionek · b4 – Biały pionek · c4 – Biały pionek · h4 – Czarny pionek · a3 – Biały pionek · f3 – Biały skoczek · g3 – Biały pionek · h3 – Czarny goniec · c2 – Biały hetman · d2 – Biały skoczek · e2 – Biały pionek · f2 – Biały pionek · g2 – Biały goniec · h2 – Biały pionek · a1 – Biała wieża · f1 – Biała wieża · g1 – Biały król | c8 – Czarny król · e8 – Czarna wieża · h8 – Czarna wieża · a7 – Czarny pionek · b7 – Czarny pionek · c7 – Czarny pionek · d7 – Czarny hetman · f7 – Czarny pionek · g7 – Czarny pionek · b6 – Czarny skoczek · d6 – Czarny pionek · f6 – Czarny skoczek · d5 – Biały pionek · e5 – Czarny pionek · b4 – Biały pionek · c4 – Biały pionek · h4 – Czarny pionek · a3 – Biały pionek · f3 – Biały skoczek · g3 – Biały pionek · h3 – Czarny goniec · c2 – Biały hetman · d2 – Biały skoczek · e2 – Biały pionek · f2 – Biały pionek · g2 – Biały goniec · h2 – Biały pionek · a1 – Biała wieża · f1 – Biała wieża · g1 – Biały król | c8 – Czarny król · e8 – Czarna wieża · h8 – Czarna wieża · a7 – Czarny pionek · b7 – Czarny pionek · c7 – Czarny pionek · d7 – Czarny hetman · f7 – Czarny pionek · g7 – Czarny pionek · b6 – Czarny skoczek · d6 – Czarny pionek · f6 – Czarny skoczek · d5 – Biały pionek · e5 – Czarny pionek · b4 – Biały pionek · c4 – Biały pionek · h4 – Czarny pionek · a3 – Biały pionek · f3 – Biały skoczek · g3 – Biały pionek · h3 – Czarny goniec · c2 – Biały hetman · d2 – Biały skoczek · e2 – Biały pionek · f2 – Biały pionek · g2 – Biały goniec · h2 – Biały pionek · a1 – Biała wieża · f1 – Biała wieża · g1 – Biały król | 3 |
| 2 | c8 – Czarny król · e8 – Czarna wieża · h8 – Czarna wieża · a7 – Czarny pionek · b7 – Czarny pionek · c7 – Czarny pionek · d7 – Czarny hetman · f7 – Czarny pionek · g7 – Czarny pionek · b6 – Czarny skoczek · d6 – Czarny pionek · f6 – Czarny skoczek · d5 – Biały pionek · e5 – Czarny pionek · b4 – Biały pionek · c4 – Biały pionek · h4 – Czarny pionek · a3 – Biały pionek · f3 – Biały skoczek · g3 – Biały pionek · h3 – Czarny goniec · c2 – Biały hetman · d2 – Biały skoczek · e2 – Biały pionek · f2 – Biały pionek · g2 – Biały goniec · h2 – Biały pionek · a1 – Biała wieża · f1 – Biała wieża · g1 – Biały król | c8 – Czarny król · e8 – Czarna wieża · h8 – Czarna wieża · a7 – Czarny pionek · b7 – Czarny pionek · c7 – Czarny pionek · d7 – Czarny hetman · f7 – Czarny pionek · g7 – Czarny pionek · b6 – Czarny skoczek · d6 – Czarny pionek · f6 – Czarny skoczek · d5 – Biały pionek · e5 – Czarny pionek · b4 – Biały pionek · c4 – Biały pionek · h4 – Czarny pionek · a3 – Biały pionek · f3 – Biały skoczek · g3 – Biały pionek · h3 – Czarny goniec · c2 – Biały hetman · d2 – Biały skoczek · e2 – Biały pionek · f2 – Biały pionek · g2 – Biały goniec · h2 – Biały pionek · a1 – Biała wieża · f1 – Biała wieża · g1 – Biały król | c8 – Czarny król · e8 – Czarna wieża · h8 – Czarna wieża · a7 – Czarny pionek · b7 – Czarny pionek · c7 – Czarny pionek · d7 – Czarny hetman · f7 – Czarny pionek · g7 – Czarny pionek · b6 – Czarny skoczek · d6 – Czarny pionek · f6 – Czarny skoczek · d5 – Biały pionek · e5 – Czarny pionek · b4 – Biały pionek · c4 – Biały pionek · h4 – Czarny pionek · a3 – Biały pionek · f3 – Biały skoczek · g3 – Biały pionek · h3 – Czarny goniec · c2 – Biały hetman · d2 – Biały skoczek · e2 – Biały pionek · f2 – Biały pionek · g2 – Biały goniec · h2 – Biały pionek · a1 – Biała wieża · f1 – Biała wieża · g1 – Biały król | c8 – Czarny król · e8 – Czarna wieża · h8 – Czarna wieża · a7 – Czarny pionek · b7 – Czarny pionek · c7 – Czarny pionek · d7 – Czarny hetman · f7 – Czarny pionek · g7 – Czarny pionek · b6 – Czarny skoczek · d6 – Czarny pionek · f6 – Czarny skoczek · d5 – Biały pionek · e5 – Czarny pionek · b4 – Biały pionek · c4 – Biały pionek · h4 – Czarny pionek · a3 – Biały pionek · f3 – Biały skoczek · g3 – Biały pionek · h3 – Czarny goniec · c2 – Biały hetman · d2 – Biały skoczek · e2 – Biały pionek · f2 – Biały pionek · g2 – Biały goniec · h2 – Biały pionek · a1 – Biała wieża · f1 – Biała wieża · g1 – Biały król | c8 – Czarny król · e8 – Czarna wieża · h8 – Czarna wieża · a7 – Czarny pionek · b7 – Czarny pionek · c7 – Czarny pionek · d7 – Czarny hetman · f7 – Czarny pionek · g7 – Czarny pionek · b6 – Czarny skoczek · d6 – Czarny pionek · f6 – Czarny skoczek · d5 – Biały pionek · e5 – Czarny pionek · b4 – Biały pionek · c4 – Biały pionek · h4 – Czarny pionek · a3 – Biały pionek · f3 – Biały skoczek · g3 – Biały pionek · h3 – Czarny goniec · c2 – Biały hetman · d2 – Biały skoczek · e2 – Biały pionek · f2 – Biały pionek · g2 – Biały goniec · h2 – Biały pionek · a1 – Biała wieża · f1 – Biała wieża · g1 – Biały król | c8 – Czarny król · e8 – Czarna wieża · h8 – Czarna wieża · a7 – Czarny pionek · b7 – Czarny pionek · c7 – Czarny pionek · d7 – Czarny hetman · f7 – Czarny pionek · g7 – Czarny pionek · b6 – Czarny skoczek · d6 – Czarny pionek · f6 – Czarny skoczek · d5 – Biały pionek · e5 – Czarny pionek · b4 – Biały pionek · c4 – Biały pionek · h4 – Czarny pionek · a3 – Biały pionek · f3 – Biały skoczek · g3 – Biały pionek · h3 – Czarny goniec · c2 – Biały hetman · d2 – Biały skoczek · e2 – Biały pionek · f2 – Biały pionek · g2 – Biały goniec · h2 – Biały pionek · a1 – Biała wieża · f1 – Biała wieża · g1 – Biały król | c8 – Czarny król · e8 – Czarna wieża · h8 – Czarna wieża · a7 – Czarny pionek · b7 – Czarny pionek · c7 – Czarny pionek · d7 – Czarny hetman · f7 – Czarny pionek · g7 – Czarny pionek · b6 – Czarny skoczek · d6 – Czarny pionek · f6 – Czarny skoczek · d5 – Biały pionek · e5 – Czarny pionek · b4 – Biały pionek · c4 – Biały pionek · h4 – Czarny pionek · a3 – Biały pionek · f3 – Biały skoczek · g3 – Biały pionek · h3 – Czarny goniec · c2 – Biały hetman · d2 – Biały skoczek · e2 – Biały pionek · f2 – Biały pionek · g2 – Biały goniec · h2 – Biały pionek · a1 – Biała wieża · f1 – Biała wieża · g1 – Biały król | c8 – Czarny król · e8 – Czarna wieża · h8 – Czarna wieża · a7 – Czarny pionek · b7 – Czarny pionek · c7 – Czarny pionek · d7 – Czarny hetman · f7 – Czarny pionek · g7 – Czarny pionek · b6 – Czarny skoczek · d6 – Czarny pionek · f6 – Czarny skoczek · d5 – Biały pionek · e5 – Czarny pionek · b4 – Biały pionek · c4 – Biały pionek · h4 – Czarny pionek · a3 – Biały pionek · f3 – Biały skoczek · g3 – Biały pionek · h3 – Czarny goniec · c2 – Biały hetman · d2 – Biały skoczek · e2 – Biały pionek · f2 – Biały pionek · g2 – Biały goniec · h2 – Biały pionek · a1 – Biała wieża · f1 – Biała wieża · g1 – Biały król | 2 |
| 1 | c8 – Czarny król · e8 – Czarna wieża · h8 – Czarna wieża · a7 – Czarny pionek · b7 – Czarny pionek · c7 – Czarny pionek · d7 – Czarny hetman · f7 – Czarny pionek · g7 – Czarny pionek · b6 – Czarny skoczek · d6 – Czarny pionek · f6 – Czarny skoczek · d5 – Biały pionek · e5 – Czarny pionek · b4 – Biały pionek · c4 – Biały pionek · h4 – Czarny pionek · a3 – Biały pionek · f3 – Biały skoczek · g3 – Biały pionek · h3 – Czarny goniec · c2 – Biały hetman · d2 – Biały skoczek · e2 – Biały pionek · f2 – Biały pionek · g2 – Biały goniec · h2 – Biały pionek · a1 – Biała wieża · f1 – Biała wieża · g1 – Biały król | c8 – Czarny król · e8 – Czarna wieża · h8 – Czarna wieża · a7 – Czarny pionek · b7 – Czarny pionek · c7 – Czarny pionek · d7 – Czarny hetman · f7 – Czarny pionek · g7 – Czarny pionek · b6 – Czarny skoczek · d6 – Czarny pionek · f6 – Czarny skoczek · d5 – Biały pionek · e5 – Czarny pionek · b4 – Biały pionek · c4 – Biały pionek · h4 – Czarny pionek · a3 – Biały pionek · f3 – Biały skoczek · g3 – Biały pionek · h3 – Czarny goniec · c2 – Biały hetman · d2 – Biały skoczek · e2 – Biały pionek · f2 – Biały pionek · g2 – Biały goniec · h2 – Biały pionek · a1 – Biała wieża · f1 – Biała wieża · g1 – Biały król | c8 – Czarny król · e8 – Czarna wieża · h8 – Czarna wieża · a7 – Czarny pionek · b7 – Czarny pionek · c7 – Czarny pionek · d7 – Czarny hetman · f7 – Czarny pionek · g7 – Czarny pionek · b6 – Czarny skoczek · d6 – Czarny pionek · f6 – Czarny skoczek · d5 – Biały pionek · e5 – Czarny pionek · b4 – Biały pionek · c4 – Biały pionek · h4 – Czarny pionek · a3 – Biały pionek · f3 – Biały skoczek · g3 – Biały pionek · h3 – Czarny goniec · c2 – Biały hetman · d2 – Biały skoczek · e2 – Biały pionek · f2 – Biały pionek · g2 – Biały goniec · h2 – Biały pionek · a1 – Biała wieża · f1 – Biała wieża · g1 – Biały król | c8 – Czarny król · e8 – Czarna wieża · h8 – Czarna wieża · a7 – Czarny pionek · b7 – Czarny pionek · c7 – Czarny pionek · d7 – Czarny hetman · f7 – Czarny pionek · g7 – Czarny pionek · b6 – Czarny skoczek · d6 – Czarny pionek · f6 – Czarny skoczek · d5 – Biały pionek · e5 – Czarny pionek · b4 – Biały pionek · c4 – Biały pionek · h4 – Czarny pionek · a3 – Biały pionek · f3 – Biały skoczek · g3 – Biały pionek · h3 – Czarny goniec · c2 – Biały hetman · d2 – Biały skoczek · e2 – Biały pionek · f2 – Biały pionek · g2 – Biały goniec · h2 – Biały pionek · a1 – Biała wieża · f1 – Biała wieża · g1 – Biały król | c8 – Czarny król · e8 – Czarna wieża · h8 – Czarna wieża · a7 – Czarny pionek · b7 – Czarny pionek · c7 – Czarny pionek · d7 – Czarny hetman · f7 – Czarny pionek · g7 – Czarny pionek · b6 – Czarny skoczek · d6 – Czarny pionek · f6 – Czarny skoczek · d5 – Biały pionek · e5 – Czarny pionek · b4 – Biały pionek · c4 – Biały pionek · h4 – Czarny pionek · a3 – Biały pionek · f3 – Biały skoczek · g3 – Biały pionek · h3 – Czarny goniec · c2 – Biały hetman · d2 – Biały skoczek · e2 – Biały pionek · f2 – Biały pionek · g2 – Biały goniec · h2 – Biały pionek · a1 – Biała wieża · f1 – Biała wieża · g1 – Biały król | c8 – Czarny król · e8 – Czarna wieża · h8 – Czarna wieża · a7 – Czarny pionek · b7 – Czarny pionek · c7 – Czarny pionek · d7 – Czarny hetman · f7 – Czarny pionek · g7 – Czarny pionek · b6 – Czarny skoczek · d6 – Czarny pionek · f6 – Czarny skoczek · d5 – Biały pionek · e5 – Czarny pionek · b4 – Biały pionek · c4 – Biały pionek · h4 – Czarny pionek · a3 – Biały pionek · f3 – Biały skoczek · g3 – Biały pionek · h3 – Czarny goniec · c2 – Biały hetman · d2 – Biały skoczek · e2 – Biały pionek · f2 – Biały pionek · g2 – Biały goniec · h2 – Biały pionek · a1 – Biała wieża · f1 – Biała wieża · g1 – Biały król | c8 – Czarny król · e8 – Czarna wieża · h8 – Czarna wieża · a7 – Czarny pionek · b7 – Czarny pionek · c7 – Czarny pionek · d7 – Czarny hetman · f7 – Czarny pionek · g7 – Czarny pionek · b6 – Czarny skoczek · d6 – Czarny pionek · f6 – Czarny skoczek · d5 – Biały pionek · e5 – Czarny pionek · b4 – Biały pionek · c4 – Biały pionek · h4 – Czarny pionek · a3 – Biały pionek · f3 – Biały skoczek · g3 – Biały pionek · h3 – Czarny goniec · c2 – Biały hetman · d2 – Biały skoczek · e2 – Biały pionek · f2 – Biały pionek · g2 – Biały goniec · h2 – Biały pionek · a1 – Biała wieża · f1 – Biała wieża · g1 – Biały król | c8 – Czarny król · e8 – Czarna wieża · h8 – Czarna wieża · a7 – Czarny pionek · b7 – Czarny pionek · c7 – Czarny pionek · d7 – Czarny hetman · f7 – Czarny pionek · g7 – Czarny pionek · b6 – Czarny skoczek · d6 – Czarny pionek · f6 – Czarny skoczek · d5 – Biały pionek · e5 – Czarny pionek · b4 – Biały pionek · c4 – Biały pionek · h4 – Czarny pionek · a3 – Biały pionek · f3 – Biały skoczek · g3 – Biały pionek · h3 – Czarny goniec · c2 – Biały hetman · d2 – Biały skoczek · e2 – Biały pionek · f2 – Biały pionek · g2 – Biały goniec · h2 – Biały pionek · a1 – Biała wieża · f1 – Biała wieża · g1 – Biały król | 1 |
|   | a | b | c | d | e | f | g | h |   |

Fianchetto (wymowa włoska [fjaŋˈketto], spolszczona wymowa /fjanˈkɛttɔ/) – manewr w otwarciu szachowym polegający na ustawieniu gońca na jednym z pól b2, g2, b7 lub g7, po wcześniejszym przesunięciu odpowiedniego piona o jedno lub dwa pola.
Z punktu widzenia ogólnych zasad rozwoju figur w debiucie fianchetto ma dość istotne wady: osłabia strukturę pionów na skrzydle i skutkuje stratą tempa na ruch pionem. Z tego powodu gońce częściej wyprowadza się z pierwszej (ostatniej) linii przez pola d2 i e2 (odpowiednio d7 i e7). Zaletą fianchetta jest ustawienie gońca na głównej przekątnej, co bywa bardzo użyteczne w niektórych otwarciach. Z tej pozycji goniec kontroluje centralne pola, wspiera własne piony w centrum lub atakuje ewentualną roszadę przeciwnika. Co więcej, po roszadzie na skrzydło fianchettowanego gońca król jest istotnie lepiej osłaniany przed różnorakimi atakami. Typową metodą natarcia na tak skonstruowaną pozycję roszady jest wejście gońcem na h3 lub h6 (w przypadku długiej roszady na a3 lub a6), aby wymusić wymianę ważnego gońca; inną metodą ataku jest podejście skrajnym pionem w celu otwarcia linii h (w przypadku długiej roszady a).
Tylko wyjątkowo zdarza się próba umieszczenia w takiej strukturze pionowej innej figury zamiast gońca.
Fianchetto było bardzo popularne we wcześniejszych odmianach szachów w starożytnych Indiach. Tym można tłumaczyć pochodzenie nazw pewnej grupy otwarć, zwanych obronami indyjskimi, dla których ten manewr jest charakterystyczny. Występuje on również w innych nowoczesnych otwarciach, które realizują idee hipermodernistów (Arona Nimzowitscha, Richarda Rétiego), polegające na odłożeniu w czasie walki o centrum i atakowaniu figurami wyeksponowanych centralnych pionów przeciwnika.